# Semana Santa en Almería
La Semana Santa de Almería representa la Pasión, muerte y resurrección de Jesucristo con las procesiones que recorren las calles de la ciudad, acompañadas por penitentes y devotos. La salida procesional de una hermandad durante esta semana recibe el nombre de estación de penitencia. Existen procesiones similares en otras ciudades de Andalucía, España. En la actualidad procesionan 22 hermandades en la Semana Santa almeriense, existiendo en la ciudad otras 5 hermandades de gloria que lo hacen a lo largo del año (Hermandad de la Virgen del Mar, Hermandad de la Virgen del Carmen de las Huertas, Hermandad de la Virgen del Carmen de Pescadería, Hermandad de la Virgen del Rocío y Archicofradía de la Virgen del Rosario). Fue declarada por la Junta de Andalucía Fiesta de Interés Turístico Nacional de Andalucía en 2003, habiendo obtenido el título de Interés Turístico Nacional por el Gobierno de España en el año 2019. Además del incuestionable aspecto religioso, que la convierte en el acontecimiento de esta índole más importante de la ciudad, la Semana Santa supone un fenómeno de carácter sociocultural, turístico y económico de gran importancia en la ciudad.
La Agrupación de Hermandades y Cofradías de Almería es el órgano encargado de la regulación del conjunto de hermandades de la ciudad, fundada en el año 1947. También organiza actividades culturales acerca de estas.

## Historia
En la ciudad se organizaba un vía crucis a comienzos del siglo XVI. Esta procesión comenzaba en el Ayuntamiento y en ella tenía lugar un encuentro de un Cristo con una Virgen en una calle cercana a la Alcazaba, conocida a raíz de esto como calle del Encuentro. Con la construcción de la catedral las procesiones pasan a salir desde ahí y a discurrir por las calles de su entorno.
En la iglesia de San Pedro el Viejo, de 1505, tenía su sede la Cofradía del Santísimo Sacramento. Posteriormente, tanto la iglesia como la cofradía pasaron a llamarse del Sagrado Corazón de Jesús. Entre las actividades de esta cofradía estaba una procesión del Habeas Christi y otra en cada una de las tardes de la Octava. No obstante, esta cofradía desapareció en la década de 1970.
Desde mediados del siglo XVI hasta la segunda mitad del XVII una Piedad de la catedral fue titular de la Cofradía de Negros, que era una hermandad de gloria que procesionaba en septiembre. También en el siglo XVI se fundó la Hermandad de Nuestra Señora del Mar, patrona de Almería. Las manifestaciones externas del culto católico coindieron también en el siglo XVI con la Contrarreforma.
En el siglo XVII la ciudad experimentó una severa crisis demográfica y económica, por lo que no hubo una presencia destacable de cofradías. En el XVIII hubo un importante crecimiento demográfico y económico. Los franciscanos crearon la Hermandad de la Escuela de Cristo y la Cofradía de Jesús Nazareno cuyas reglas son aprobadas en 1743 en la iglesia de San Francisco de Asís (hoy llamada de San Pedro Apóstol) ; la Cofradía del Cristo de Cabrilla y la Hermandad de la Preciosa Sangre de Nuestro Señor Jesucristo de la desaparecida iglesia de la Santísima Trinidad; y la procesión del Santo Entierro desde la iglesia de San Pedro; la Hermandad de la Soledad de la iglesia de Santiago; y la Hermandad de San Pedro apóstol promovida por el gremio de los pescadores en el convento de la Trinidad.
El siglo XIX no fue propicio para las cofradías almerienses, por el cambio de sede de sus imágenes y el laicismo liberal. A partir del 1900 se irán refundando varias hermandades disueltas en el XIX pero durante la Guerra Civil es destruido buena parte del patrimonio cofrade.
En 1924 se reorganiza la Cofradía de Jesús Nazareno en la iglesia de Santa Clara, está imagen procedía de la iglesia de San Pedro Apóstol que había sido trasladada en 1916 por miembros O.T. de San Francisco.
En 1924 se crea una Cofradía: la de Niños Hebreos (La Borriquita); con salida y regreso del convento de Las Puras. Poco antes de la Guerra civil se unió el viacrucis del Cristo de la Escucha. La guerra provocó una profunda desaparición de imágenes, tronos y enseres.
En la década de 1940 se elaboraron algunas imágenes y se organizaron algunas hermandades, que son auspiciadas por instituciones: Angustias (militares de la guarnición de Granada y Almería), Cristo del Amor (sindicato de Banca y Oficinas), Estudiantes (Instituto de Enseñanza Media y SEU), Silencio (Organización Sindical CNT) y Prendimiento (Ex cautivos franquistas y División Azul).
Las tres décadas siguientes están marcadas por una profunda crisis identitaria y organizativa, que no se recuperó hasta la década de los 80. En 1983 procesionaron 11 cofradías y en 1984 procesionaron 14, siendo 22 las hermandades que procesionan actualmente.

## Carrera oficial
El recorrido o carrera oficial, como se llama en otras localidades, es el itinerario que todas las cofradías y hermandades agrupadas deben hacer. Este es gestionado durante estas fechas por la Agrupación de Hermandades y Cofradías de Almería, la cual, junto al Ayuntamiento, también se encarga de colocar sillas y tribunas para espectadores a lo largo del mismo. Desde sus inicios la carrera oficial abarca el paseo de Almería, siendo en 1960 cuando la Agrupación la establece desde la plaza Emilio Pérez (coloquialmente plaza Circular), subiendo el paseo (entonces del Generalísimo) para llegar hasta Puerta Purchena, con el objetivo de apostar por la continuidad de los desfiles y por la colocación de sillas que proporcionasen al público las máximas comodidades en cuanto a continuidad de los cortejos, vistosidad y organización de los mismos. 

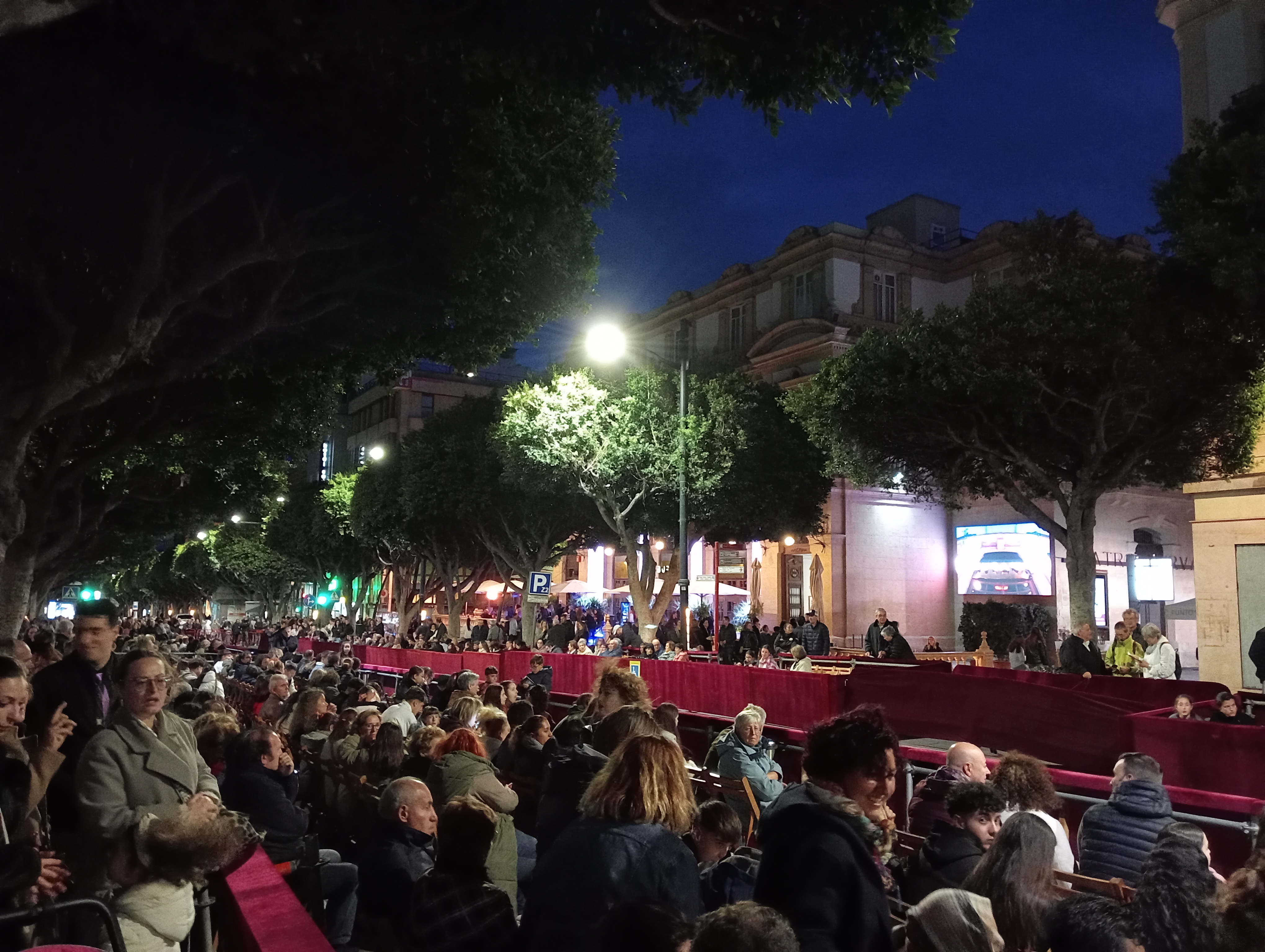
El paseo de Almería, de carrera oficial antes del paso de una procesión

A mediados de los años 80 pasa a comenzar a la altura de la calle General Tamayo, discurriendo por el paseo hasta la altura de la calle Ricardos. Este recorrido se mantiene hasta 2019, exceptuando el año 1999 que, al encontrarse el paseo en obras, la carrera oficial se inició en la plaza Pablo Cazard recorriendo la plaza Marqués de Heredia (coloquialmente plaza de los Burros), Conde Ofalia, Doctor Gómez Ulla y finalizando en Ricardos, y los años 2020 y 2021 por la supresión de los desfiles procesionales debido a la pandemia del COVID-19.
En 2012 hubo un intento fallido de cambiar la carrera oficial, empezando esta en la plaza de la Administración Vieja para bajar la calle Cervantes y llegar a la plaza de la Catedral.
Finalmente es en 2022 cuando se amplía el recorrido, iniciándose la carrera oficial en el paseo de Almería (a la altura de la confluencia de las calles Rueda López y Lachambre) y discurriendo por las calles General Tamayo, plaza Virgen del Mar, Gravina, Real, Eduardo Pérez, hasta llegar a la plaza de la Catedral.
A finales de 2023 la nueva junta de la Agrupación propone eliminar por completo el paseo de Almería como parte de la carrera oficial, a la vez que modificar levemente su trazado abandonando las calles Gravina y Real para pasar por Lucano y Trajano. La primera propuesta fue tajantemente rechazada por los hermanos mayores de las distintas cofradías, no así la segunda que, sin embargo, contaba con dos impedimentos: las terrazas de los bares que habitualmente atienden a su clientela en la calle Trajano y el gran porte de la copa de los ocho ficus que ocupan la plaza Virgen del Mar en la zona del acceso a la calle Lucano, que podrían impedir el paso de algunas cofradías (aún existiendo precedentes de otras que ya habían procesionado sin mayor problema por dicha ubicación). Finalmente, un acuerdo con los hosteleros de Trajano y una polémica poda en la plaza Virgen del Mar autorizada por el Ayuntamiento de Almería permitió diseñar el actual trazado de la carrera oficial: paseo de Almería (a la altura de la confluencia de las calles Rueda López y Lachambre), General Tamayo, plaza Virgen del Mar, Lucano, Trajano, Eduardo Pérez, finalizando en la plaza de la Catedral.

## Procesión

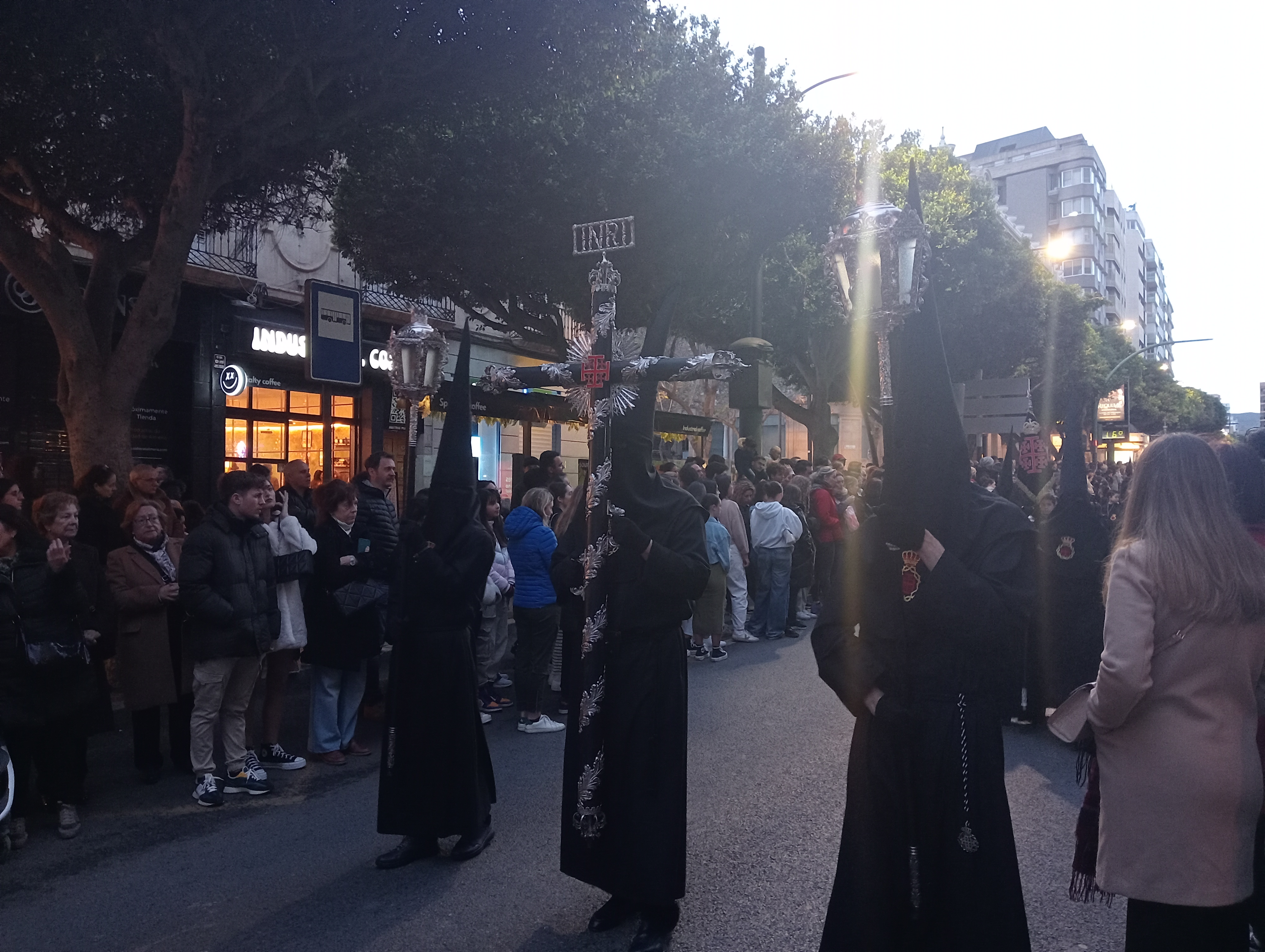
Cruz de Guía de la Hermandad del Sepulcro

### Cruz de guía

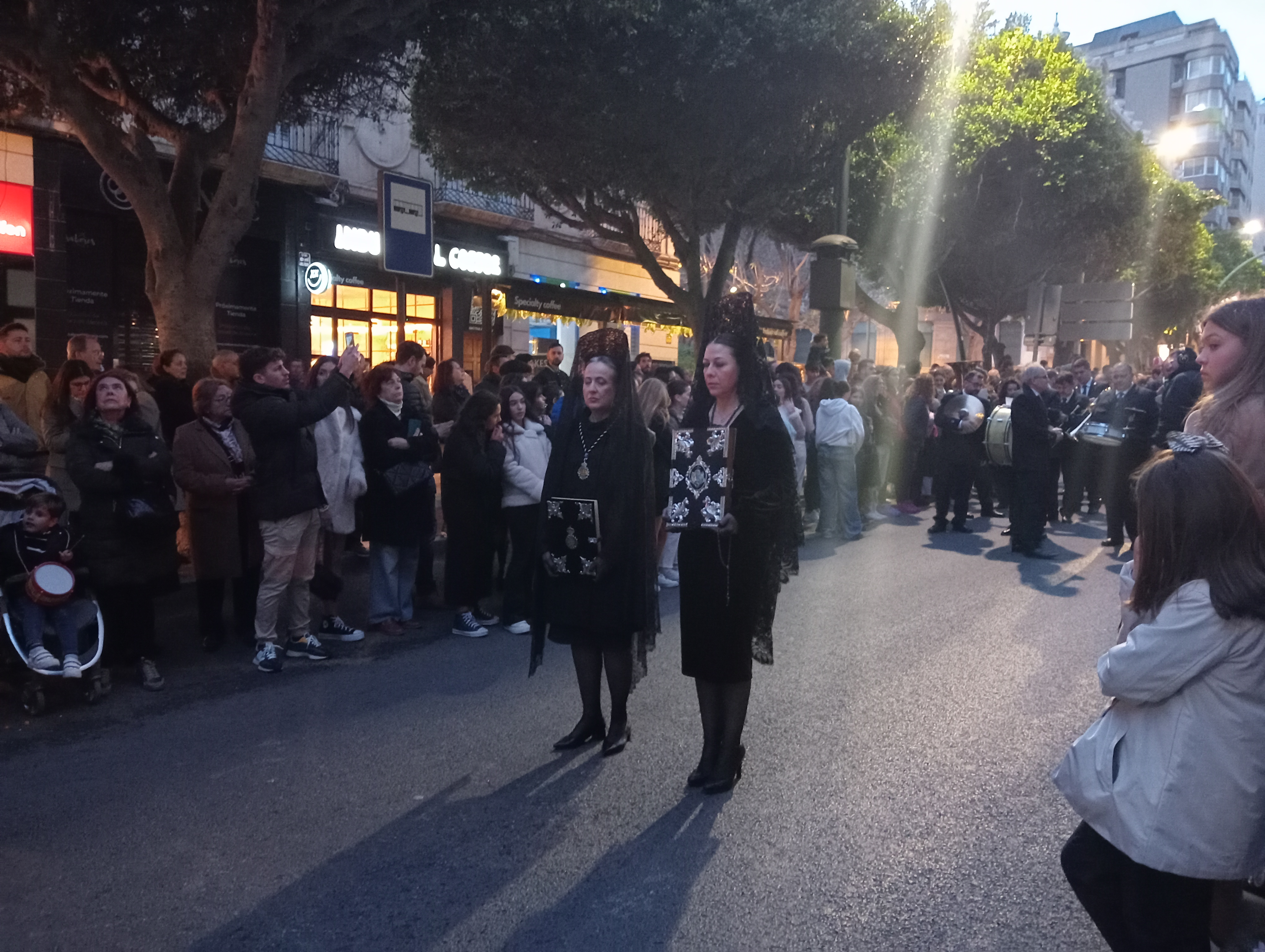
Libro de reglas de la Hermandad del Sepulcro

La cruz de guía es la insignia que abre las procesiones. Es portada por uno de los hermanos nazarenos en la cabecera del cortejo. En algunas hermandades constituye por sí misma una obra de arte, como la de la hermandad del Gran Poder, realizada en el siglo XVII y que incluye representaciones de todos los atributos de la pasión.

### Libro de reglas
El libro de reglas es una de las insignias tradicionales de las cofradías. Consiste en un libro con las reglas o estatutos de la hermandad. Es portado por un hermano con la túnica de nazareno, generalmente situado en los últimos tramos del segundo paso. Suele estar ricamente decorado con cantoneras de plata y el escudo de la corporación en el centro.

### Senatus

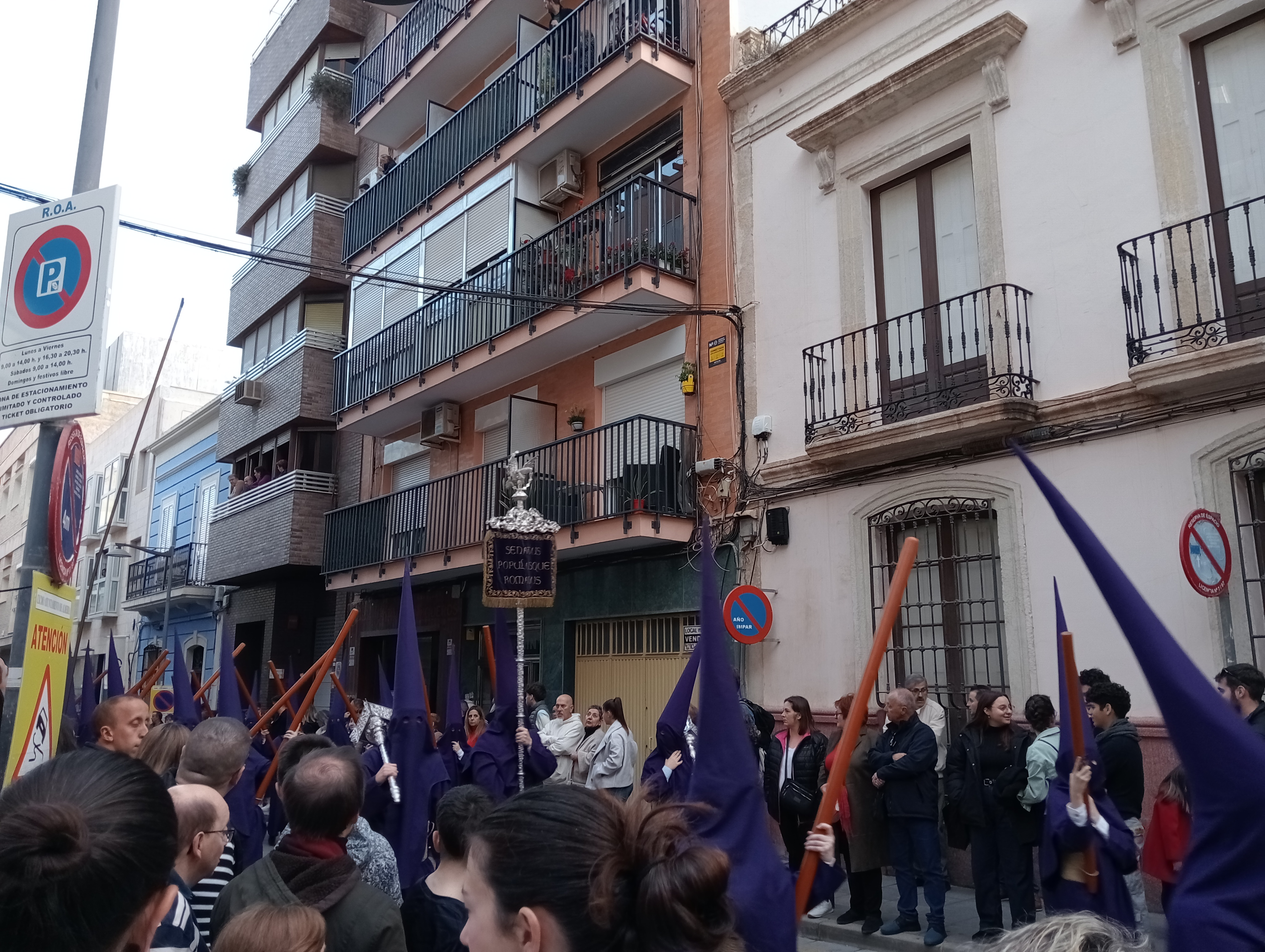
Senatus de la Hermandad de las Angustias

Es un estandarte en el cual figuran las letras SPQR bordadas. Estas letras significan Senatus Populusque Romanus (el Senado y el pueblo de Roma). Está inspirado en el estandarte que utilizaba ejército romano, que se llamaba signum.

### Estandarte
Los estandartes usados en el cortejo procesional son trozos de tela que tienen bordado el escudo de la hermandad o alguna imagen religiosa. Cuando tiene bordado el escudo de la hermandad se conoce como bacalao por la forma de la tela. Cuando tiene bordada una imagen de la Virgen se conoce como simpecado (por ser "sin pecado concebida"). El estandarte está sostenido por un mástil de orfebrería coronado por una cruz.

### Bocinas
Los grandes añafiles portados por los hermanos reciben el nombre de bocinas. En las antiguas procesiones de Semana Santa algunos penitentes hacían sonar esas trompetas para expresar tristeza y lamento. En la actualidad no se hacen sonar. Simplemente son portadas en el hombro por un grupo de cofrades. Son grandes, plateadas y cuelgan de ellas paños de terciopelo con bordados.

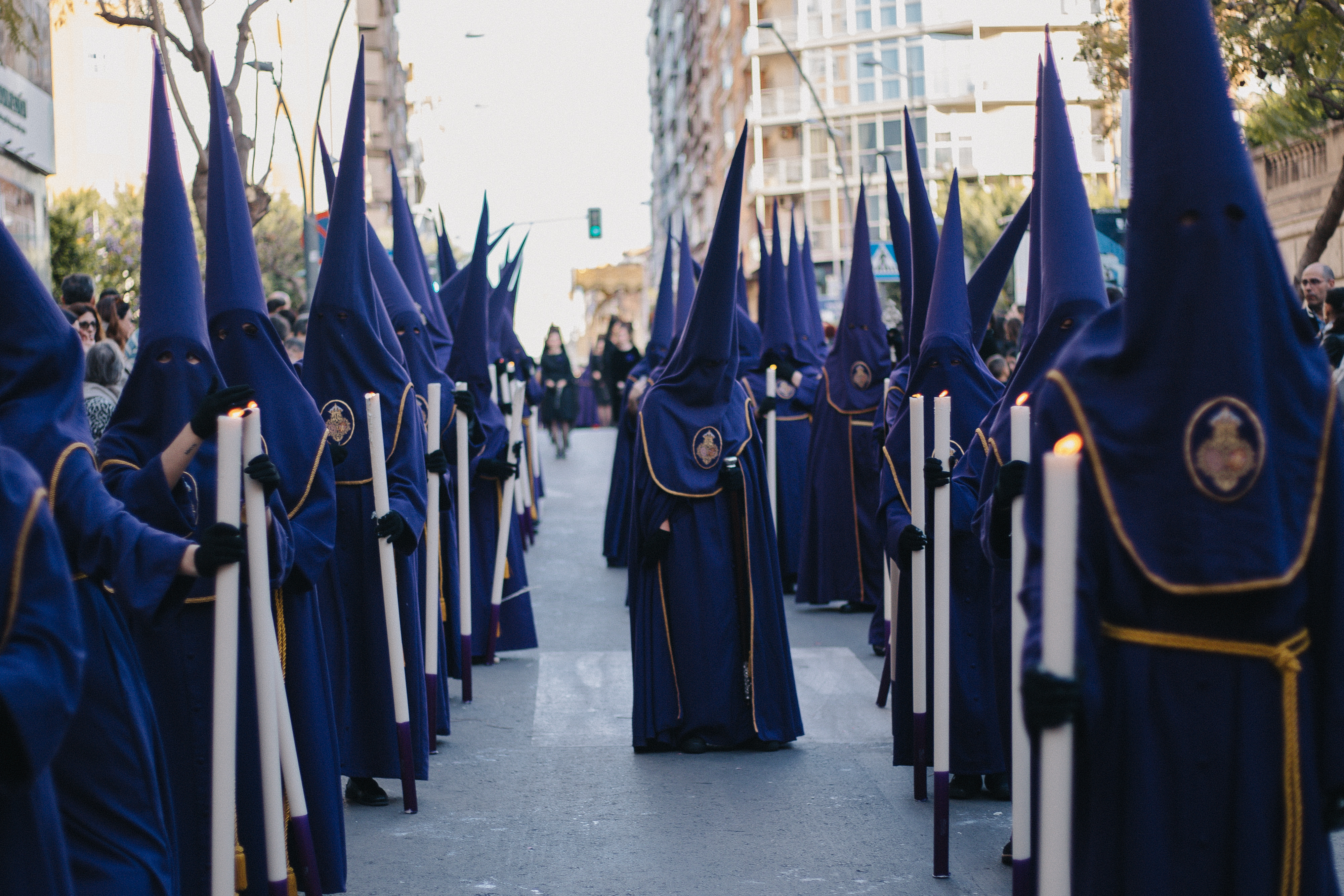
Nazarenos de la Hermandad de la Pasión

### Nazarenos
Los nazarenos son los hermanos de una cofradía que hacen la estación de penitencia con la indumentaria que figura en las reglas de la hermandad. Cada hermandad tiene establecido en sus reglas las características del vestuario de los nazarenos, en lo relativo a túnica, zapatos, insignias y complementos. El nazareno puede llevar cirio, vara, insignia, farol o una cruz sobre el hombro.

### Costaleros
El término costalero es un andalucismo. Proviene de «costal» y ya aparece recogido en el Vocabulario andaluz (1.ª edición, 1934) en donde se define a los costaleros como: ‘los que llevan los pasos de las imágenes, con un costal algo relleno que se colocan en la cabeza y les cae por la espalda’. Por lo tanto, los pasos son llevados por los costaleros, que es el nombre que reciben, cada una de las personas encargadas de llevar sobre sí o cargar una de las imágenes o pasos que forman parte de los cortejos procesionales durante la Semana Santa. Los costaleros cargan el peso sobre su cuello, sobre la séptima vértebra cervical, protegen esta zona con una tela llamada costal que suele ser de arpillera. Las zonas adaptadas para que los costaleros carguen el peso son las trabajaderas.

### Capataz
El capataz es el jefe de los costaleros de la cofradía y tiene como responsabilidad conducir los pasos por las calles de la ciudad. El capataz segundo es un hombre de confianza del capataz que se encarga de los costaleros del segundo paso del cortejo.

### Levantá
Es el momento en que los costaleros, apremiados por el último toque del llamador, izan sus cuerpos para levantar las andas procesionales e iniciar una nueva chicotá. La columna vertebral del costalero se alinea entonces bajo la trabajadera y prepara su cerviz para, con la ayuda del impulso de palanca de las piernas, recibir el peso sobre su costal. En el tercer y definitivo tiempo de la levantá, el costalero, dando un salto, despega sus pies del suelo, o simplemente los alinea de manera que los zancos del paso se levanten del suelo para, de esa manera, iniciar el movimiento de las andas.

### Petalá
La petalá es la acción de arrojar pétalos a modo de lluvia sobre una imagen sagrada. Tiene sus orígenes en la Edad Media cuando se realizaban este tipo de actos a reyes o épocas de guerra. Con el paso del tiempo se popularizó esta acción para realizarlo a las imágenes de Cristos o Vírgenes en momentos de religiosidad, como las procesiones. Usualmente se utilizan los pétalos de rosas, buganvillas y claveles.

### Acompañamiento musical
La mayoría de Imágenes van acompañados de bandas musicales. Los Cristos suelen ir acompañados por Bandas de Música, Bandas de Cornetas y Tambores o Agrupación Musicales, mientras que las Vírgenes suelen llevar Bandas de Música. También puede existir el acompañamiento de Capilla Musical. Muchas cofradías también llevan Bandas de Cornetas y Tambores abriendo el cortejo procesional, justo detrás de la Cruz Guía

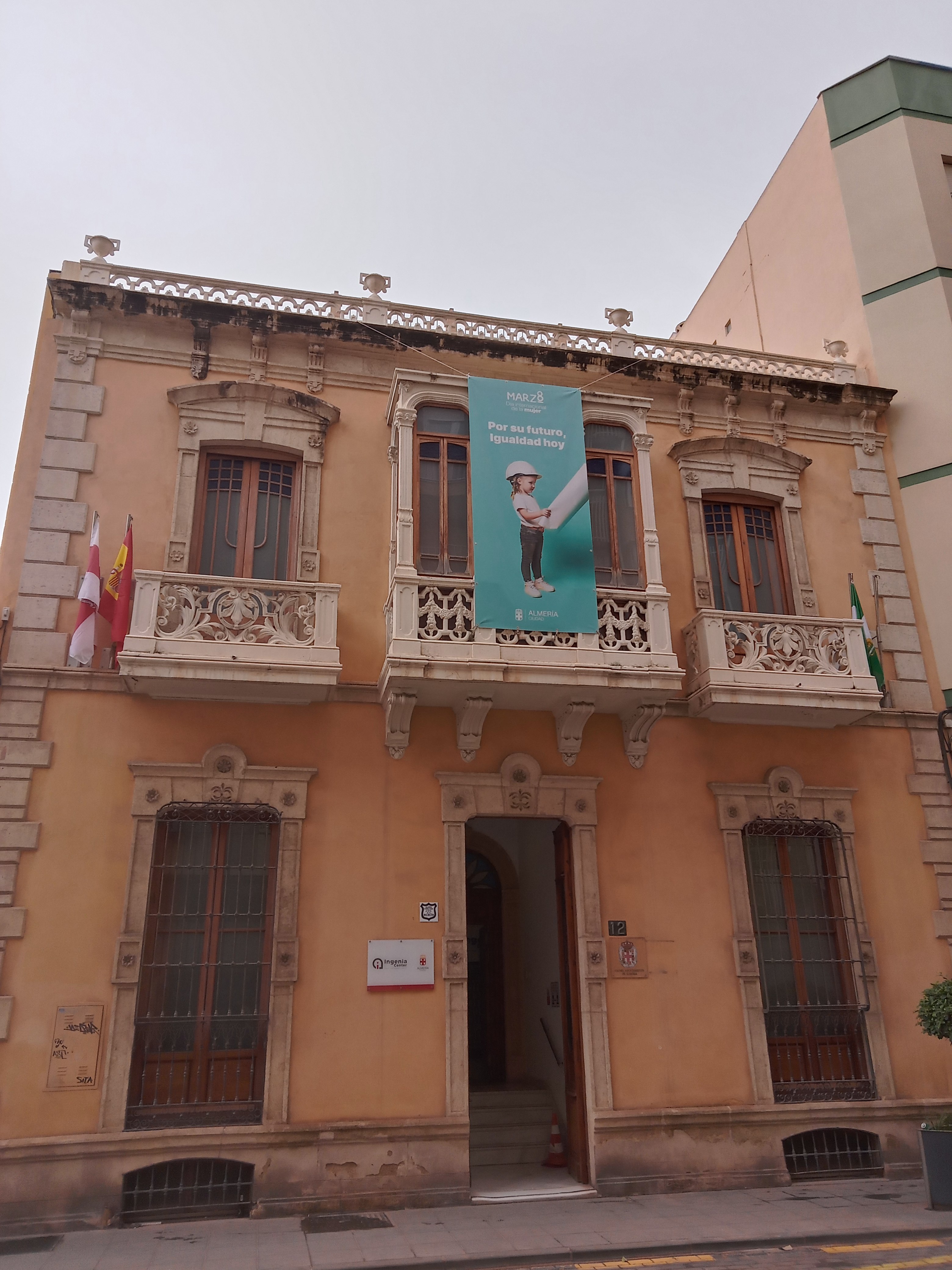
La Casa de Socorro es uno de los puntos donde se realizan saetas

### Saetas
La saeta es un canto religioso, generalmente improvisado y sin acompañamiento, realizado en las procesiones de Semana Santa y que tiene su origen en el folclore andaluz. Se trata de una melodía de ejecución libre y llena de lirismo. Exigen conocer el estilo del cante jondo propio de la tradición musical del flamenco.
A principios del siglo XX, las saetas se hacían por aristas locales y foráneos que erna invitados para este evento. Se solían dar en balcones o en las terrazas de los cafés situados en el paseo de Almería. Después de la posguerra, se intentan recuperar las saetas con el primer concurso conocido en 1949. En 1970, la Peña en Taranto convoca el Primer Concurso Nacional de Saetas, cogiendo el relevo años después la Peña El Morato. 
En el siglo XXI, hay varias saetas que programadas en algunas procesiones, más las que van surgiendo espontáneamente.

## Cofradías

### Sábado de Pasión

#### Hermandad de la Unidad
Hermandad y Cofradía de Nazarenos del Santísimo Cristo de la Paz en su Flagelación y María Santísima de la Unidad.
Nace en el año 1996 como Prehermandad en torno a un grupo de personas pertenecientes a la parroquia de San Ignacio de Loyola en el barrio de Piedras Redondas, bajo la tutela del Padre Marcelino Sánchez Vázquez. En esos primeros años, la Prehermandad procesiona la tarde del Viernes Santo con las imágenes de la parroquia: un crucificado y una pequeña Dolorosa. Tras dos años de intensa formación, recibe el título de Hermandad en 1998. Asentando sus bases y arraigándose en el barrio, la Hermandad continúa procesionando con las imágenes parroquiales hasta 2003. Es en 2004 cuando tiene lugar la primera salida procesional en Sábado de Pasión con la imagen de María Santísima de la Unidad, haciéndolo desde el patio de la parroquia. La imagen es realizada en 2003 por el imaginero gaditano Luis González Rey, y su advocación sale de intentar unir todas las advocaciones propuestas por las personas que buscaban un nombre allá por los años del nacimiento de la Hermandad. En el año 2007, las obras en la parroquia permiten agrandar la puerta de salida y establecer una rampa en uno de los laterales de la iglesia, permitiendo, el Sábado de Pasión de 2007, la salida por primera vez desde el interior del templo.
Durante los años siguientes la Hermandad continúa trabajando, completándose el ajuar de la Virgen y el paso de palio, adornando los respiraderos con unas cartelas pintadas por Gabriel Martín Gázquez en las que se representan
diversas advocaciones marianas, haciendo hincapié en el significado de Unidad: la Virgen Gitana, la primitiva Virgen de la Unidad, la Virgen del Mar, la Virgen del Carmen, La Virgen del Pilar, la Virgen de Gádor de Berja, la Virgen de la Cabeza, la Virgen de la Salud de Laujar, La Inmaculada y La Virgen de la Consolación de Tices.
En el 4 de marzo de 2012 tiene lugar la bendición del titular cristífero de la Hermandad, el Santísimo Cristo de la Paz en su Flagelación, obra del imaginero lucentino Francisco Javier López del Espino. La imagen representa el momento de la Flagelación de Jesús, el cual se encuentra desnudo sujeto a la columna mediante grilletes y unas cadenas. En agosto de 2014 se bendicen las tres imágenes secundarias que conformarían el misterio, obra del mismo autor: un sayón que se encuentra azotando a Jesús, un soldado romano que está parando la acción de seguir azotando, y otro soldado romano de menor rango de rodillas en el suelo que está empezando a trenzar la corona de espinas. El Sábado de Pasión de 2016 la imagen del Cristo de la Paz efectúa su primera salida procesional, junto a las otras tres imágenes secundarias.
La Hermandad tiene gran implicación en la parroquia y en el barrio, cuyas actividades realiza durante todo el año: como las migas de los pastores en Navidad, las Cruces de Mayo o la festividad de San Ignacio el 31 de julio. Por el momento, no tiene previsto bajar a carrera oficial. Aun así, la imagen de la Unidad lo hizo por primera y única vez con motivo de la procesión magna Lumen Dei in Aeternum la tarde del 29 de octubre de 2022 desde la parroquia de San Ildefonso.
El paso de misterio va acompañado por la Banda de Cornetas y Tambores de Nuestra Señora del Carmen de Almería y el palio por la Banda de Música Huécija-Alicún (Almería).

### Domingo de Ramos

#### Hermandad de la Borriquita

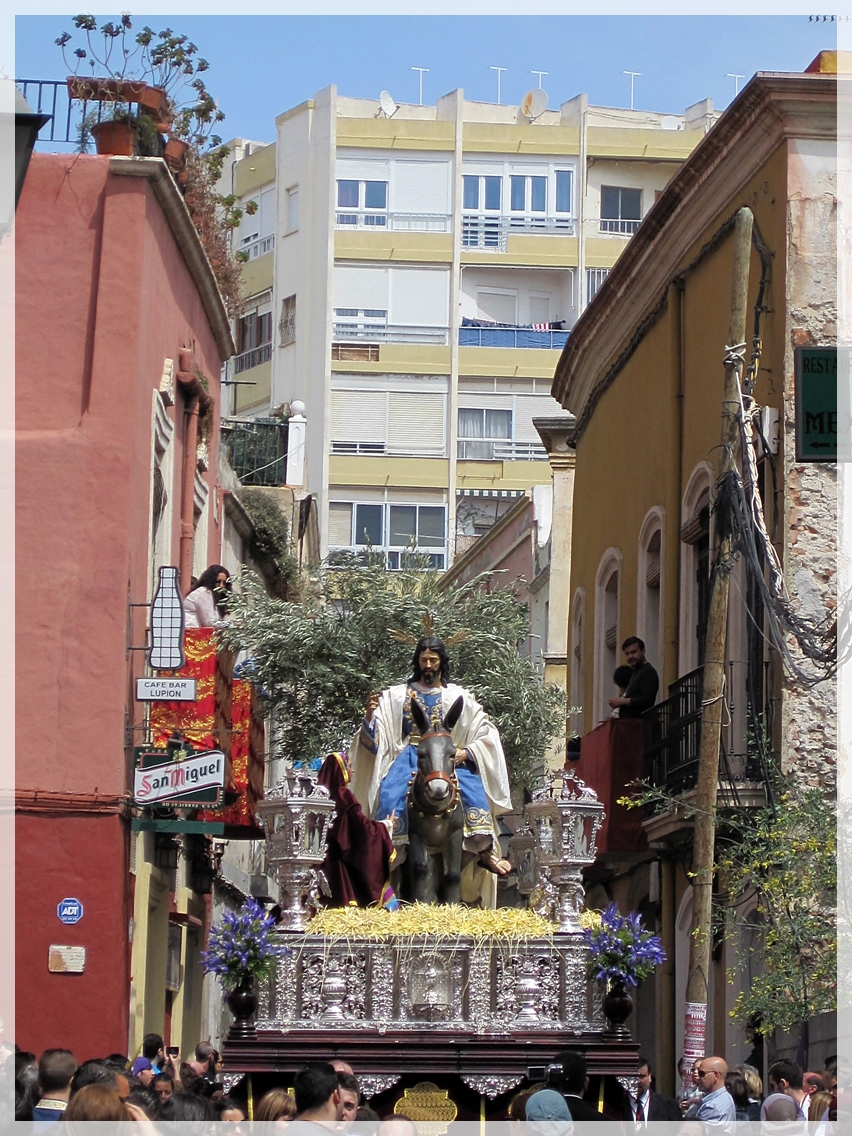
La Borriquita procesionando el Domingo de Ramos de 2012

Ilustre Hermandad del Niño Jesús del Remedio y Cofradía de Nazarenos de Nuestro Padre Jesús de la Victoria en su entrada triunfal en Jerusalén y Nuestra Señora de la Paz. 
Tiene su origen en 1924 en la primitiva Cofradía del Niño Jesús de los Remedios, la cual sale en procesión por primera vez la tarde del Domingo de Ramos de 1929 desde el Convento de la Purísima Concepción con un cortejo formado por niños ataviados de hebreos o luciendo túnicas blancas con capa y faraona morada y los directivos con antifaces igualmente morados. Esta sigue procesionando durante los años 1930, 1931, 1934 y 1935, siendo este último año en la jornada del Lunes Santo. En la Guerra Civil la Hermandad pierde todo su patrimonio, entre el que se incluían las imágenes del Niño Jesús de los Remedios y de Nuestro Padre Jesús en su Entrada en Jerusalén, ambos obra del imaginero almeriense Francisco Gálvez Ferrer en 1929.
Tras la Guerra Civil la Hermandad se reorganiza en 1948 bajo el nombre de Cofradía del Santísimo Niño Jesús del Remedio y los Niños Hebreos gracias al esfuerzo del párroco de la Iglesia de San Sebastián y componentes de Acción Católica. Desde ese mismo año procesiona los Domingos de Ramos con niños de 7 a 14 años la mayoría de los hogares infantiles y de las Escuelas del Ave María. Estos eran ataviados de hebreos o bien con túnicas blancas y faraonas de diferentes colores, portando todos ellos palmas y ramas de olivo. Hasta 1956, y debido a la escasez de medios económicos, la representación de la entrada de Jesús en Jerusalén la escenifica un niño montado en un pollino. En 1957 se adquiere a la Casa Arte Julián Cristóbal en Madrid (aunque salida de los talleres de escultura seriada de Olot) la antigua imagen de Jesús en su entrada en Jerusalén, procesionando desde ese mismo año. Esta recibe culto a día de hoy, sin dependencia de la Cofradía, en una de las capillas de la Iglesia de San Sebastián y continua saliendo de manera extraordinaria la mañana de cada Domingo de Ramos a la plaza San Sebastián (donde se ubica la iglesia) portada por los fieles asistentes a la Santa Misa de la bendición de palmas y olivos.
Tras una etapa de crisis interna en 1968 la Hermandad deja de procesionar. Es a partir de 1980 cuando, tras la reorganización de la Agrupación de Hermandades y Cofradías en 1978, esta se encarga de organizar el desfile procesional, saliendo ahora desde la Santa y Apostólica Iglesia Catedral de la Encarnación, su nueva sede canónica. En 1982 se inician los trámites para reorganizar la Hermandad. Ese mismo año se incorpora al cortejo una dolorosa donada por una devota, procedente de su casa familiar en Níjar. Se trata de una talla anónima de finales del siglo XVIII atribuida a la escuela granadina, la cual inicialmente representaba la advocación de Nuestra Señora de los Dolores, siendo acompañada por un Cristo yacente. Tras su llegada a la Hermandad recibe la advocación de Nuestra Señora de la Paz, siendo la imagen más antigua que procesiona actualmente en la Semana Santa de Almería. 
Durante los años 1984 y 1985 la Virgen de la Paz deja de procesionar para ser sometida a una restauración llevada a cabo por el imaginero granadino Eduardo Espinosa Alfambra. Regresa al cortejo en 1986, estrenando la Hermandad un paso en metal plateado adquirido a la Hermandad del Prendimiento en el que procesionarían las dos imágenes titulares formando una única escenificación hasta 1991, año en que la Virgen de la Paz procesionó por primera vez bajo palio. En 1990 se incorpora un paso infantil del Niño de los Remedios, portado por niños. 
Entre 1995 y 1996 el imaginero sevillano Miguel Bejarano Moreno realiza la actual imagen de Jesús en su entrada en Jerusalén, procesionando desde el Domingo de Ramos de 1996. La madrugada del Jueves Santo de ese mismo año tiene lugar el incendio producido en la Catedral, en el que la imagen de la Virgen queda severamente dañada y es retirada del culto. En 1997 se bendice la imagen de una dolorosa bajo la advocación de la Salud, obra también de Miguel Bejarano Moreno. Al parecer, el deseo de la Hermandad era que Nuestra Señora de la Paz formara parte del misterio y la Virgen de la Salud ocupara el paso de palio, sin embargo, esta llegó a procesionar únicamente la tarde noche de ese año, siendo posteriormente devuelta a su autor.
Por decisión episcopal, la corporación fue inhabilitada temporalmente desde el año 1997 hasta el 2005, por lo que la procesión se organizó durante este tiempo bajo la tutela de la Agrupación de Hermandades y Cofradías. Por mandato del cabildo catedralicio en el año 2000 se vio en la necesidad de abandonar la Catedral, siendo acogida entre los años 2000 y 2005 en la iglesia parroquial de San Agustín. 
El Viernes de Dolores de 2005 se presenta en el Convento de la Purísima Concepción la imagen de Nuestra Señora de la Paz restaurada y repolicromada por el imaginero gaditano Luis González Rey. Se le hizo un nuevo cuerpo y juego de manos, modificando además su aspecto original retirándole las lágrimas con el fin de adaptarla a la iconografía de Jesús de la Victoria, escenificando el momento en que se muestra gozosa ante el multiutudinario recibimiento al Hijo por parte del pueblo hebreo. Las cejas fueron repintadas y sus rasgos rejuvenecidos con el fin de borrar toda señal de fatiga y aflicción del semblante, mostrando únicamente un rictus ensombrecido que presagia los dolorosos momentos de la Pasión.
El sábado 21 de mayo de 2005 la Hermandad se traslada a su actual sede canónica, la parroquia del Espíritu Santo en el barrio de Altamira, desde donde procesiona a partir de 2006. El Domingo de Ramos de ese año vuelve a procesionar en su paso de palio la restaurada imagen de Nuestra Señora de la Paz, por primera vez desde 1996. El palio es el único en la Semana Santa almeriense con 10 varales (en vez de los 12 tradicionales).
Tras un fallido proyecto de misterio del que llegó a procesionar una mujer hebrea a los pies de Jesús de la Victoria en 2012 (la cual fue devuelta a su autor al no quedar la Hermandad satisfecha y desde 2013 procesiona en la procesión homónima de El Parador), en 2018 encargan las siete imágenes secundarias que conforman el misterio actual al imaginero de Vélez-Málaga José Antonio Lucena Martín. El Domingo de Ramos de 2018 procesiona por primera vez un pollino acompañando a Jesús de la Victoria. En 2019 se incorporan las imágenes de San Juan, Santiago Apóstol y una mujer hebrea con un niño en brazos, así como el tradicional olivo es sustituido por una palmera. En 2023 una niña y un niño hebreos a los pies de Jesús finalizaron el misterio.
En febrero de 2023 tiene lugar la bendición de la imagen del Niño del Remedio, titular de la Hermandad, recuperando una devoción que fue su origen. La imagen, que fue donada anónimamente y representa un Niño Jesús triunfante, se atribuye inicialmente al escultor barroco Juan Martínez Montañés González, datando del siglo XVII. Ha sido restaurado por la conservadora y restauradora Lucía Ruiz Gómez, directora del taller de restauración del Convento de las Madres Carmelitas Descalzas de la Antigua Observancia de Granada.
El primer paso va acompañado por la Agrupación Musical Nuestra Señora del Mar de Huércal de Almería y la Virgen por la Asociación Músico-Cultural "El Castillo" de Serón.

#### Hermandad de los Ángeles
Hermandad y Cofradía de Nazarenos del Santísimo Cristo de la Misericordia en su Crucifixión y María Santísima de los Ángeles. 
Fue fundada en 1996 y tiene su sede en la parroquia de Santa María de los Ángeles, en el barrio de los Ángeles de Almería, aunque procesiona desde su Casa Hermandad en la calle Diamante (ubicada en el mismo barrio). El Cristo es obra de Antonio Dubé de Luque de 2009 y la Virgen es obra del mismo autor de 1997. El primer paso representa a Jesús siendo despojado de sus vestiduras tras llegar al monte Calvario cargando con la Cruz momentos antes de ser clavado en ella. Dolorosa bajo palio en el segundo. 
La Hermandad procesionó por primera vez por las calles de su feligresía el Sábado de Pasión de 1999 con la imagen de María Santísima de los Ángeles, siendo autorizado su paso por carrera oficial en 2001, haciéndolo por primera vez la tarde del 8 de abril, Domingo de Ramos, día en el cual continua procesionando en la actualidad. El paso de misterio del Cristo de la Misericordia se incorporó al cortejo el Domingo de Ramos de 2013.
Tras descartar, por razones económicas, a Dubé de Luque como imaginero para la creación del grupo escultórico del misterio que acompañase al Cristo de la Misericordia, la Hermandad optó por la obra del imaginero sevillano Fernando Manuel del Toro Plaza, presentándose bajo el título Desnudando al Señor de la Misericordia. Inicialmente este quedaría integrado con el Señor con los brazos caídos y mirada al frente junto a tres romanos: uno de ellos adelantado portando la corona de espinas y ofreciéndole el vino mirrado, a su derecha el que lo está desnudando, y el otro, de pie, portando la sentencia. Detrás de esta escena, Simón de Cirene cargando con la cruz y otros dos romanos: el de su derecha indicándole el lugar donde quiere que suelte la cruz, y el de la izquierda llevando el martillo y los clavos. De este planteamiento del misterio llegaron a realizarse las imágenes de Simón de Cirene y el romano Optio que desnuda al Señor, las cuales procesionan desde 2013. 
Sin embargo, en junio de 2018 se aprobó la modificación de la escena, eligiéndose la maqueta del sevillano Manuel Madroñal Isorna para completar el misterio de la Misericordia. Isorna añade las imágenes de San Juan y María Magdalena en 2019, situadas, junto al Simón de Cirene. En 2022 completa el misterio con las dos últimas imágenes: un sayón que ofrece vino mirrado al Señor y porta en su cinturón los clavos y el martillo y un centurión romano que porta la sentencia (el cual fue tallado en 2019, no pudiendo procesionar hasta 2022 debido a la pandemia de COVID-19).
Es acompañada musicalmente por la Agrupación Musical Dulce Nombre de Jesús de Granada en el misterio y por la Banda de Música Santa Cecilia de Sorbas.

#### Hermandad de la Estrella
Real Hermandad Sacramental y Cofradía de Nazarenos de Nuestro Padre Jesús de las Penas y María Santísima de la Estrella. 
Fundada en 1991, tiene su sede canónica en la parroquia de San Isidro Labrador, en el barrio de Regiones Devastadas. La Hermandad surge de la iniciativa de un grupo de cofrades en su mayoría pertenecientes a la Congregación de las Angustias y Buena Muerte, aprobándose sus primeras Reglas ese mismo año, con la intención inicial de procesionar con un único paso. La advocación de María Santísima de la Estrella se decide en la primera reunión de hermanos fundadores a finales de abril de 1991, encargándose la talla al imaginero sevillano Luis Alberto García Jeute, bendiciéndose al año siguiente. La Hermandad procesiona por primera vez el Sábado de Pasión de 1993 en Vía Crucis por las calles de su barrio, hasta 1995, cuando ingresa en la Agrupación de Hermandades y Cofradías. 
Es el Domingo de Ramos de 1996 cuando se realiza la primera estación de penitencia en carrera oficial, con 33 nazarenos y la Agrupación Musical de San Indalecio de La Cañada de San Urbano acompañando a la Virgen. Esa primera salida se produjo desde un patio particular ubicado en la calle San Isidro, en el barrio de Regiones. Entre 1997 y 2003 la Hermandad realizaría estación de penitencia desde el Instituto Alhamilla, situado en la rambla Federico García Lorca, debido al mal estado del patio anexo de la parroquia y a las dimensiones de la puerta de la misma. En 2004 se produce la primera salida María Santísima de la Estrella desde el patio anexo de la parroquia y, desde entonces, cada Domingo de Ramos la Hermandad realiza su largo recorrido de cinco kilómetros, empleando en él casi ocho horas. 
En 1999 se bendice la imagen de Nuestro Padre Jesús de las Penas, obra también de García Jeute. Este representa a Jesús desnudo sentado en una roca en actitud implorante al cielo, momentos antes de la Crucifixión. Realizaría su primera salida procesional el Domingo de Ramos de 2006 y, junto a él, conformando el misterio procesionaron las imágenes secundarias de un romano a caballo, el Cirineo portando la cruz y un romano portando la clámide del Señor, obra del mismo autor. El primer acompañamiento musical del misterio fue llevado a cabo por la Banda de Cornetas y Tambores Santa Cruz de Almería. En 2010 se completó el misterio con las imágenes de San Dimas y Gestas, de García Jeute.
El Domingo de Ramos de 2018 la Hermandad efectuó su primera estación de penitencia en la Catedral. El 15 de octubre de 2016 celebró su XXV aniversario fundacional, con una salida extraordinaria de María Santísima de la Estrella por las calles del barrio. La Reina Emérita Doña Sofía es Camarera Mayor Honoraria de la Hermandad desde 2019.
Es acompañada musicalmente por la Banda de Cornetas y Tambores Sentencia de Cuevas del Almanzora en el misterio y por la Banda Musical Los Iris de Instinción en el palio.

#### Hermandad de la Santa Cena
Hermandad Eucarística y Cofradía de Nazarenos de la Santa Cena y María Santísima de Fe y Caridad. 
La Hermandad nace en 1983 bajo la denominación de Ilustre y Fervorosa Hermandad de la Santa Cena y María Santísima de la Esperanza Macarena, advocación mariana sustituida en 1984 por la de Fe y Caridad. En 1986 encuentra su sede en la Iglesia de San Pedro. 
Ese mismo año, en vísperas de la celebración del Corpus Christi, es bendecida la primera imagen titular de la Hermandad, la de Jesús en su Última Cena, gubiada por el imaginero sevillano Elías García Rodríguez. En 1987 se aprueban sus primeras Reglas, efectuando su primera estación de penitencia la tarde del Domingo de Ramos del 12 de abril de 1987. El día previo había sido bendecido el apostolado que acompañaría al titular, también salido de la gubia de García Rodríguez.
En junio de 1989 se aprueba la realización de la titular mariana, María Santísima de Fe y Caridad, por parte del imaginero sevillano Luis Álvarez Duarte. La imagen sería bendecida el 17 de marzo de 1990, haciendo estación de penitencia por primera vez el 8 de abril del mismo año en un paso de palio con orfebrería en tonos dorados realizado en los talleres sevillanos de Orfebrería Andaluza de Manuel de los Ríos. 
El 21 de febrero de 1993 se aprueban las actuales Reglas, siendo ratificadas el 2 de junio de 1993. En 1995 se estrena el actual paso de Misterio, con ebanistería de Francisco Bailac González y talla de Francisco San Román Flor, por entonces aún en fase de ebanistería. En esa misma época comenzó a renovarse la orfebrería del paso de Fe y Caridad, cambiando el color dorado por el plateado y modificando las dimensiones del mismo.
El 19 de enero de 1996 es aprobada la realización de un nuevo misterio de la Santa Cena por parte del imaginero sevillano José Antonio Navarro Arteaga. Tres años después, el grupo escultórico es bendecido, procesionando en la actualidad desde el Domingo de Ramos de 1999, en el que lo hizo por primera vez. Por su parte, el antiguo misterio de García Rodríguez fue cedido a la Cofradía de la Institución de la Sagrada Eucaristía de Zaragoza, en la que procesionó el Señor hasta el año 2000 y los apóstoles hasta el 2016, siendo cedidos estos últimos a la Hermandad de la Sagrada Cena y Resurrección de Ntro. Señor Jesucristo y Ntra. Señora de la Aurora de Mota del Cuervo (Cuenca), donde procesionan en la actualidad. El busto de la anterior imagen del Señor de García Rodríguez fue recuperado y restaurado por la Hermandad en 2017, presidiendo la sala de juntas de la Casa Hermandad. 
En 1999, además del nuevo grupo escultórico de la Santa Cena, se estrena el tallado de todo el paso de misterio y buena parte de sus cartelas, obra también de Navarro Arteaga. Los talleres de Manuel Guzmán Bejarano tallaron en 2002 los candelabros que, con cincuenta puntos de luz, iluminan el paso de misterio, mientras que en 2006 se incorporaron los fanales, obra de Orfebrería Villarreal.
En el año 2003 comienza una segunda fase de la renovación del paso de palio, estrenándose un nuevo juego de varales cincelado en los talleres de Orfebrería Triana, de Juan Borrero. En el año 2006 comienza la sustitución de todos los elementos de terciopelo del paso de palio. En 2008 se estrenó el bordado de la delantera, obra de doña Genoveva Sánchez Rodríguez y su taller en Albaida del Aljarafe, donde también se bordó la trasera en 2011 y los laterales en 2023. En este año se estrena también la pintura de la gloria del techo del palio, obra de Raúl Berzosa Fernández.
En 2007, la Cofradía estrena nuevo hábito para su cuerpo de nazarenos, consistente en túnica blanca de cola ceñida con cinturón de abacá y el escudo de la corporación prendido en el antifaz, a la altura del corazón. Las túnicas primitivas, roja en el misterio y blanca en el palio, ambas de raso y con capa, quedan para el recuerdo en los manigueteros de cada uno de los dos pasos.
Es acompañada musicalmente por la banda de cornetas y tambores Ntra. Sra. del Carmen de Almería en el misterio y por la banda municipal de Berja en el palio.

### Lunes Santo

#### Hermandad de Pasión

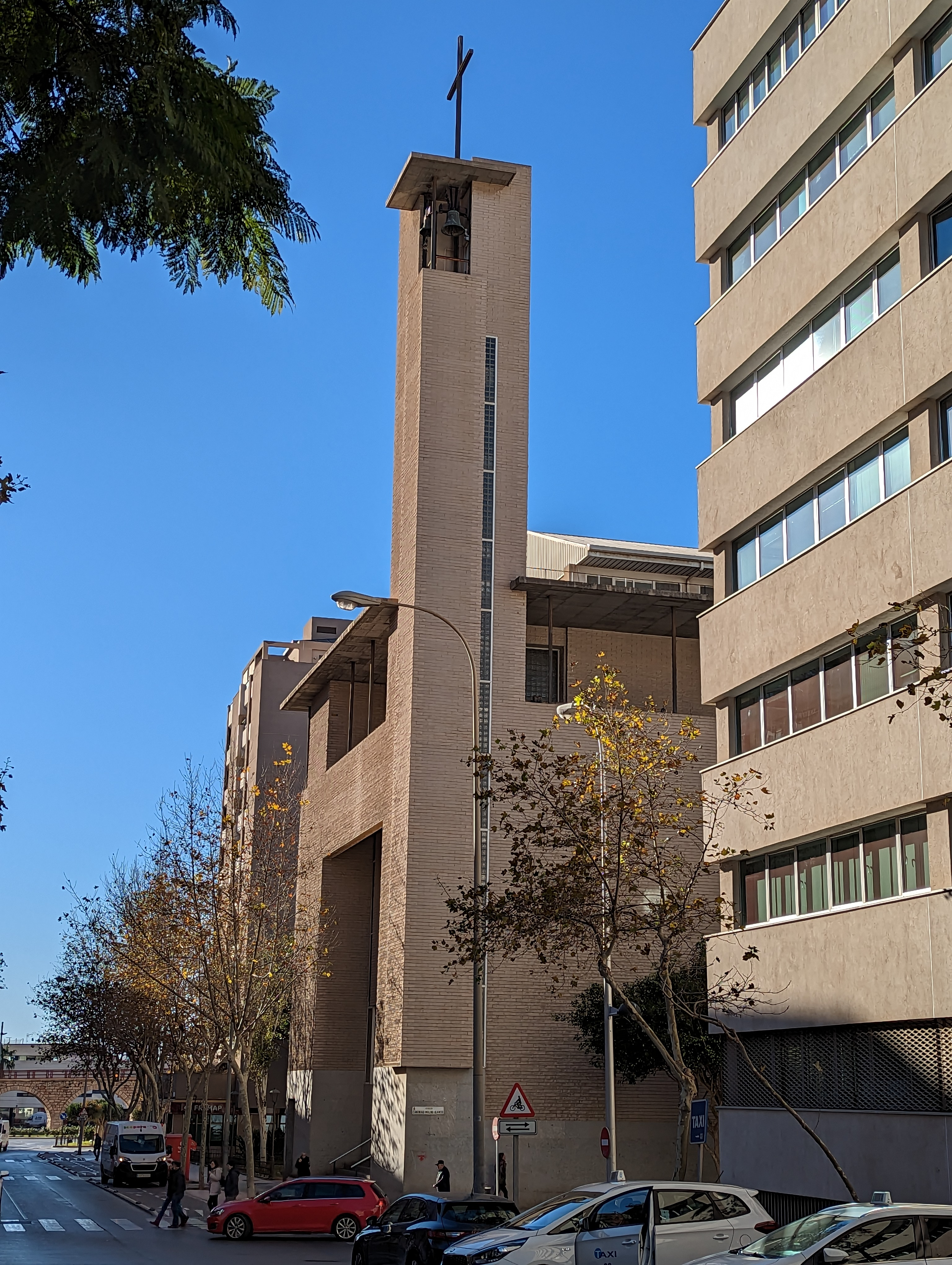
Iglesia de Santa Teresa de Jesús, sede de las Hermandades de Pasión y Caridad

Real Hermandad y Cofradía de Nazarenos de Nuestro Padre Jesús de Salud y Pasión en su Tercera Caída y María Santísima de los Desamparados.
Tiene su origen en la asociación cultural Amigos de la Semana Santa, constituida en el año 1992 por un grupo de cofrades la mayoría pertenecentes a la Hermandad de Estudiantes. La activa presencia en la Semana Santa almeriense de este grupo de devotos presidido por Baltasar Giménez Campuzano les llevó, a pocos meses de su fundación, a realizar el encargo de la imagen de Jesús de Salud y Pasión al imaginero sevillano Luis Álvare Duarte, aún sin tener un templo donde exponerla al culto. Tras visitar a varios párrocos, la ahora hermandad encontró finalmente casa en la primitiva parroquia de Santa Teresa cuando el sacerdote Fernando Berruezo Sánchez se hizo cargo de esta en octubre de 1994, estando situada por entonces y desde julio de 1975 en un local comercial de la calle Soldado Español.
El 20 de febrero de 1995 la hermandad recibe la aprobación de sus primeras reglas, siendo erigida canónicamente el 8 de marzo de ese mismo año en la antigua parroquia de Santa Teresa. La presentación pública de la hermandad tuvo lugar el 10 de marzo de 1995, siendo bendecida la imagen de Jesús de Salud y Pasión un día después en la Catedral de Almería, regresando a Santa Teresa el 12 de marzo. Obra de Álvarez Duarte en 1992, la efigie representa la tercera caída de Cristo con la cruz a cuestas camino del monte Calvario.

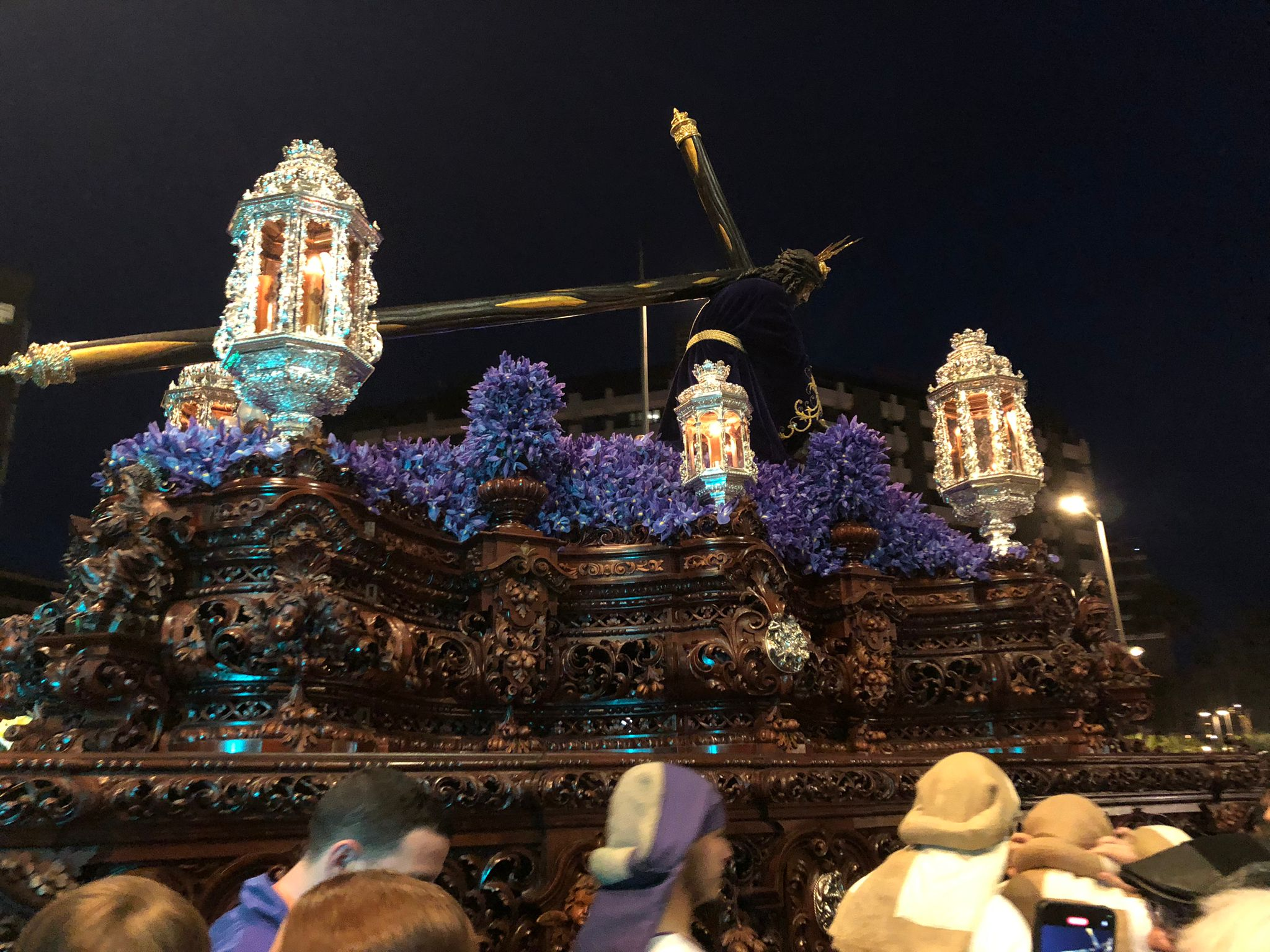
Nuestro Padre Jesús en su tercera caída

La primera salida procesional de la hermandad en vía crucis tuvo lugar el Viernes de Dolores de 1996, produciéndose al año siguiente su primera estación de penitencia la tarde del Lunes Santo de 1997. 
En 2003 se incorpora al cortejo el palio de la Virgen de los Desamparados, obra igualmente de Álvarez Duarte, que había sido bendecida en el nuevo templo de Santa Teresa en Oliveros el 9 de diciembre del 2000, el cual había sido inaugurado en noviembre de ese mismo año.
En 2025 recibe de parte de la Casa Real el título de "Real" por parte del Rey Felipe VI.
Los nazarenos visten túnica morada de capa o capelina. Es acompañada musicalmente por la banda de CCyTT Monte Calvario (Martos, Jaén), en el misterio; y por la banda municipal de música Santa Cecilia de Sorbas, en el palio.

#### Hermandad del Gran Poder

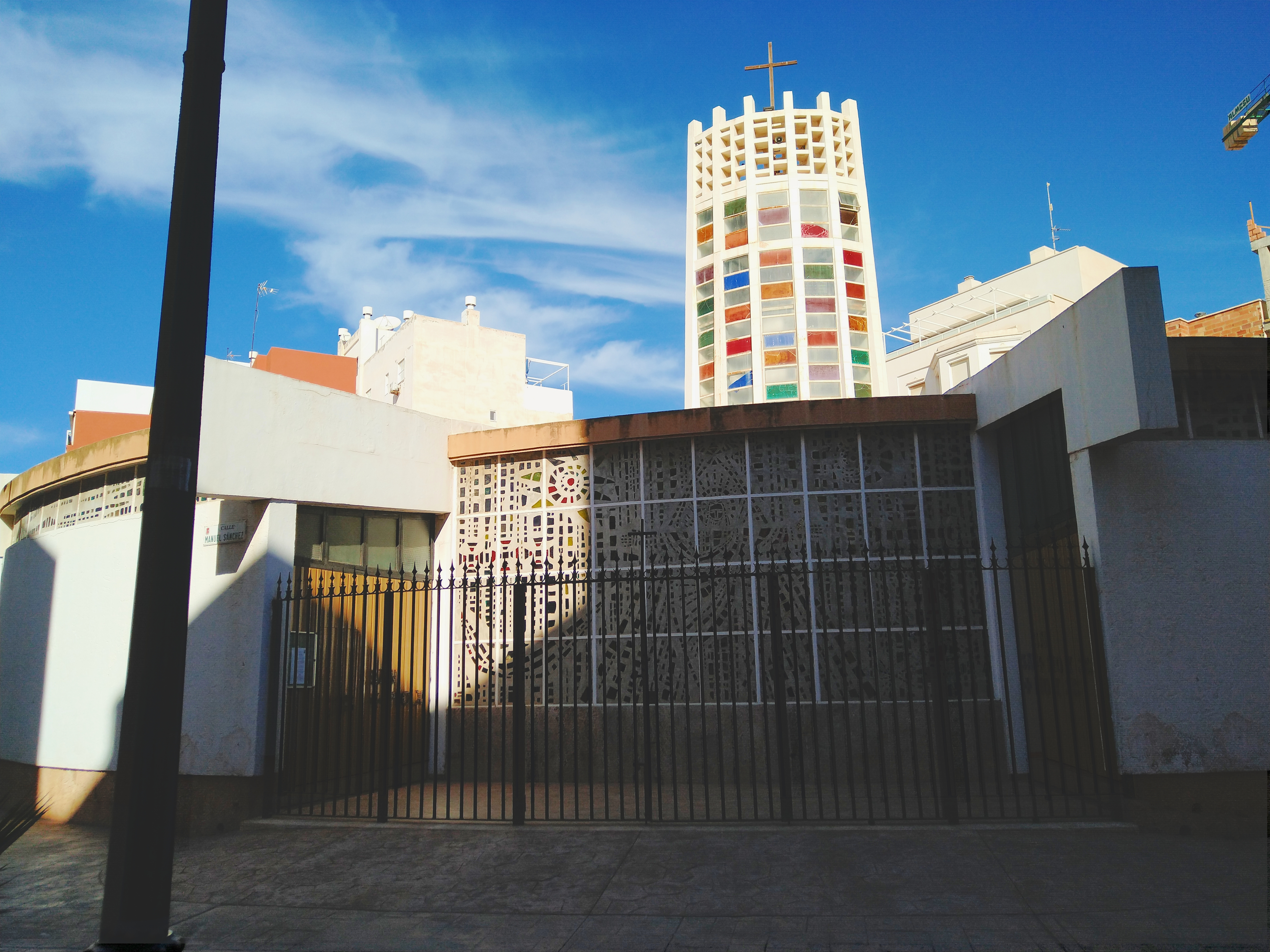
Parroquia de San Pío X, sede de la Hermandad del Gran Poder

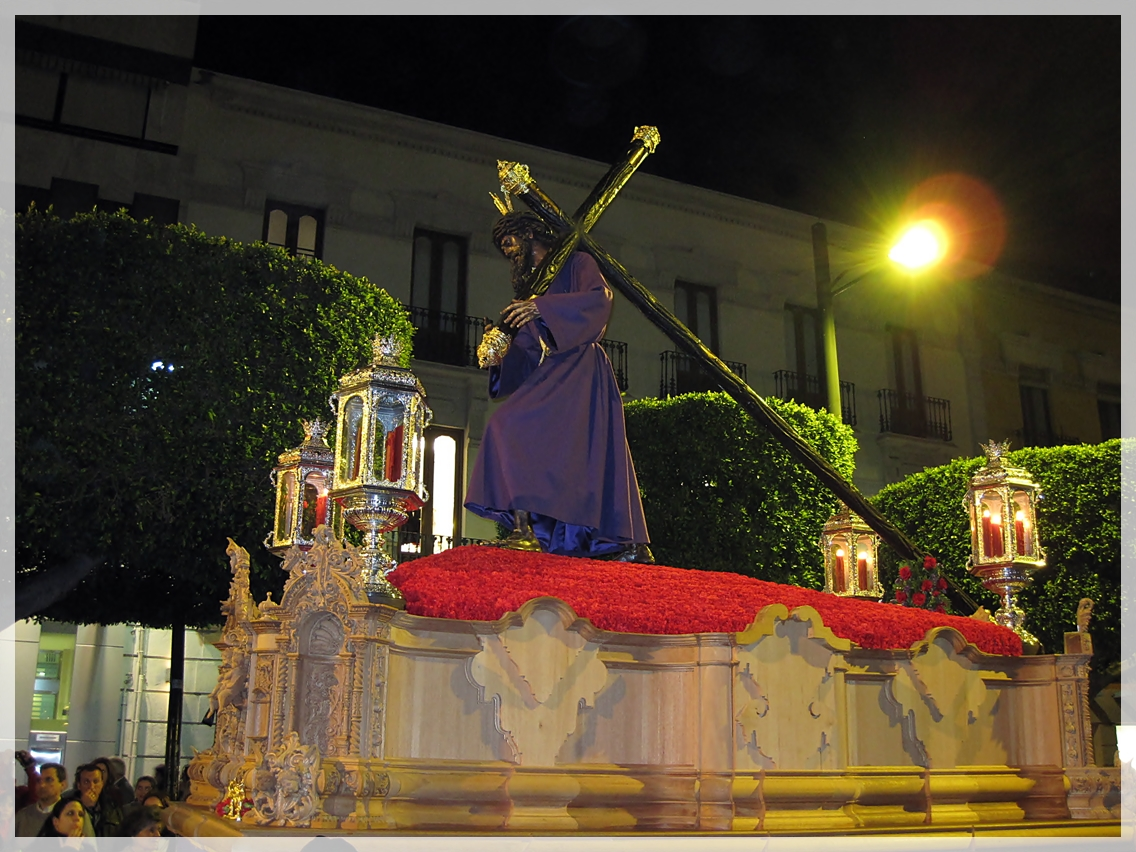
Jesús del Gran Poder en la estación de penitencia del Lunes Santo de 2012

Hermandad Sacramental de Nuestra Señora del Carmen y Cofradía de Nazarenos de Nuestro Padre Jesús del Gran Poder, María Santísima del Mayor Dolor y Traspaso y San Juan Evangelista. 
La historia de la Hermandad está ligada desde sus inicios al germen del actual barrio de El Zapillo en el antiguo barrio de pescadores de Almería. Cuando a mediados de los años 60 del pasado siglo se construye su actual sede canónica, la Parroqua de San Pío X, se empieza por parte de algunas personas del barrio una procesión anual con una imagen de la Virgen del Carmen la cual es conducida hasta la playa en memoria de los pescadores fallecidos en la mar, no siendo hasta a finales de los años 80 cuando un grupo de vecinos, en su mayoría dichos devotos de la Virgen del Carmen, se agrupan para formar el germen de lo que en junio de 1994 acabaría siendo la pre-Hermandad, encabezada por el que sería el primer Hermano Mayor, Francisco Díaz Álvarez.
Un año después, en junio de 1995, se bendice la primera imagen propia de Nuestra Señora del Carmen, titular de gloria de la hermandad, obra del imaginero almeriense Juan Antonio Criado López. El 14 de abril de 1996 lo hace la talla de Ntro. Padre Jesús del Gran Poder, obra del imaginero sevillano José Antonio Navarro Arteaga que representa a Jesús con la cruz al hombro camino del monte Calvario, siendo una réplica fiel del de Juan de Mesa de la hermandad homónima de Sevilla. Meses más tarde, en octubre, se aprueban las primeras reglas erigiéndose la Hermandad.
El Viernes de Dolores de 1997 la Hermandad realiza su primera salida penitencial en vía crucis por las calles del barrio con la imagen de Jesús del Gran Poder en un paso prestado por la Hermandad de la Macarena saliendo desde un local en el n.º 53 de la calle Jaúl del barrio de El Zapillo. El Sábado de Pasión de 1998 procesiona por primera vez con penitentes con cruces al hombro desde el colegio público San Fernando, haciéndolo de nuevo únicamente por las calles del barrio. En julio de ese mismo año se bendice la actual imagen de la Virgen del Carmen que, como el Señor, es obra también de Navarro Arteaga, procesionando cada mes de julio desde entonces.
No sería hasta el Lunes Santo de 1999 que realiza su primera estación de penitencia en carrera oficial (ubicada ese año en la plaza Pablo Cazard al encontrarse el paseo en obras), saliendo del CEIP San Fernando y recogiéndose en San Sebastián, realizando acto seguido un vía crucis en unas pequeñas andas para regresar la imagen a San Pío X, siendo portado por cofrades y costaleros. A partir del año 2000 sale y se recoge en el colegio San Fernando de su barrio de El Zapillo. Es a partir de 2004 que la Hermandad sale y se recoge desde su templo al haberse modificado la puerta de la iglesia para que el paso pueda salir desde ella. En 2022 transita por primera vez por calles del casco histórico llegando hasta la Catedral.
En septiembre de 2005 se bendicen las imágenes de María Santísima del Mayor Dolor y Traspaso y San Juan Evangelista, ambas obra del imaginero onubense David Valenciano Larios. Aunque la virgen había venido realizando múltiples rosarios por las calles del barrio desde octubre de 2011, estaba previsto que en mayo de 2020 ambas imágenes procesionasen juntas por primera vez representando el momento de la sacra conversación como colofón a las celebraciones por el XXV aniversario fundacional de la Hermandad, para lo que se adquirió en diciembre de 2019 un paso de palio al entonces grupo parroquial de la religiosidad popular de María Santísima de la Caridad de la parroquia de San Lucas Evangelista del barrio de Santa Aurelia de Sevilla. La cancelación de la salida por la crisis sanitaria del COVID-19 llevó luego a postergar la incorporación del palio al cortejo del Lunes Santo, la cual estaba prevista para 2021 y aún no ha llegado a producirse.
Los nazarenos van ataviados con túnica negra y cinturón de esparto, portando los que preceden al Señor cirios y cruces al hombro los que lo suceden, llevando algunos de ellos capa al hombro.
Es la única hermandad Sacramental de Gloria y de Pasión que fue de riguroso silencio al no llevar acompañamiento musical de ningún tipo. Pese a ello, la Hermandad aprobó el acompañamiento a la imagen titular de la Banda de Cornetas y Tambores Santa Cruz de Almería para la estación de penitencia del Lunes Santo de 2025. Este se haría únicamente en el tramo de carrera oficial, entre el paseo de Almería y la plaza Bendicho, con un repertorio acorde a la idiosincrasia de la Hermandad y manteniendo esta el voto de silencio que la caracteriza.

### Martes Santo

#### Hermandad de la Coronación
Hermandad y Cofradía de Nuestro Padre Jesús de la Humildad y Paciencia en su Coronación de Espinas, María Santísima de Gracia y Amparo y San Juan Evangelista. 

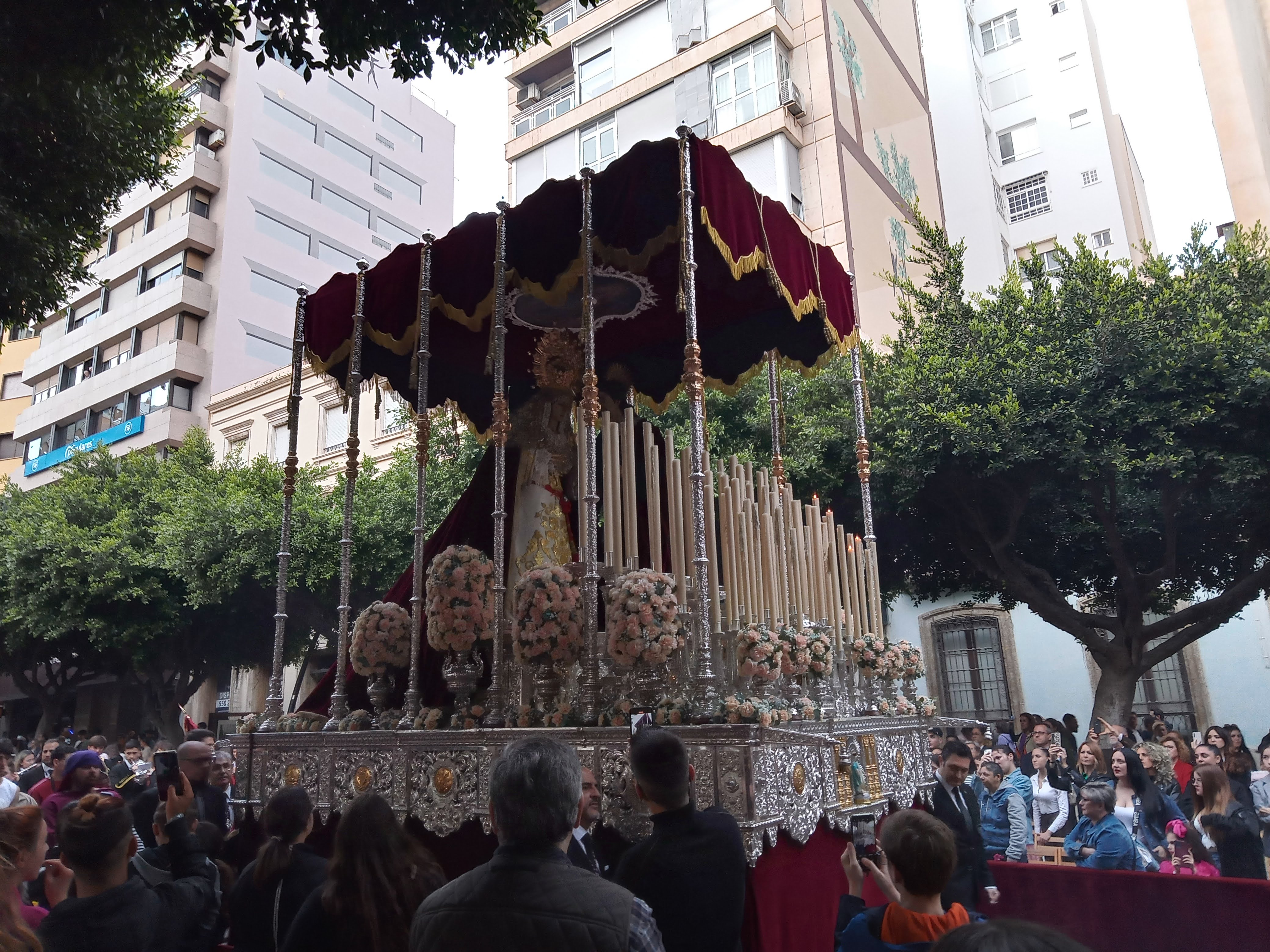
La Coronación procesionando en el paseo de Almería

Fundada en 1990 tiene su sede en la parroquia de Santa María Magdalena, en el barrio de Los Molinos.
El Cristo, que representa el pasaje bíblico de la coronación de espinas al Señor en el pretorio, es obra del imaginero sevillano Salvador Madroñal Valle de 1995. El grupo escultórico que completa el misterio, representando la presentación en burla de Jesús al pueblo por Pilatos en su coronación de espinas fue realizado por el imaginero de Palma del Río Manuel Jacob Quero Velasco, incluyendo un judío sanedrita (2006), un centurión romano (2007) y dos sayones que se mofan de Jesús (2011 y 2013). 
En el palio se recrea la Sacra Conversación, representando a la Virgen bajo la advocación de Gracia y Amparo acompañada por San Juan Evangelista en la calle de la Amargura mientras sale al encuentro de Jesús en su caminar hacia el monte Calvario. Ambos son también obra de Salvador Madroñal Valle en 1993 y 1999, respectivamente. La Virgen vino a sustituir la primitiva imagen de María Santísima de Gracia y Amparo en torno a la que se constituyó la Hermandad, la cual fue realizada en 1990 por José Manuel Soriano López y cuya cabeza y manos de barro cocido se encuentran en una urna dentro del candelero de la actual imagen.
La primera salida procesional, aún como Asociación Religiosa, se realiza el Viernes de Dolores de 1991 con un crucificado de la parroquia de Santa María Magdalena y la primitiva imagen de la Stma. Virgen en unas sencillas andas, luciendo la corona de capilla de la Esperanza Macarena y estrenando manto de salida en color burdeos y sayas blancas. La salida procesional continua realizándose de forma prácticamente inalterada con la excepción que desde 1992 la Stma. Virgen es portada por costaleros. Cuatro años después, el 6 de diciembre de 1995 y después de muchos avatares se decide sacar de la parroquia de Santa María Magdalena las imágenes Titulares llevándolas a la Casa Hermandad por falta de entendimiento con el párroco de la iglesia.
En enero de 1996 se comienza una nueva andadura y la Asociación Religiosa se traslada a su nueva sede canónica, la capilla de San Antonio de Padua del mismo barrio de Los Molinos. Ese mismo año la corporación es erigida Pre-Hermandad, suponiendo el dejar de procesionar durante dos años acatando las normas diocesanas. El Viernes de Dolores de 1998 se efectúa la primera salida procesional como Hermandad, habiéndose erigido esta en marzo de ese mismo año. Ese día procesiona por primera vez la imagen de Jesús de la Humildad y Paciencia en un paso a estilo malagueño siendo portado este por mujeres. El Viernes de Dolores del 2000 se incorpora al paso de palio la imagen de San Juan Evangelista, solicitándose a finales de ese mismo año el paso por carrera oficial.

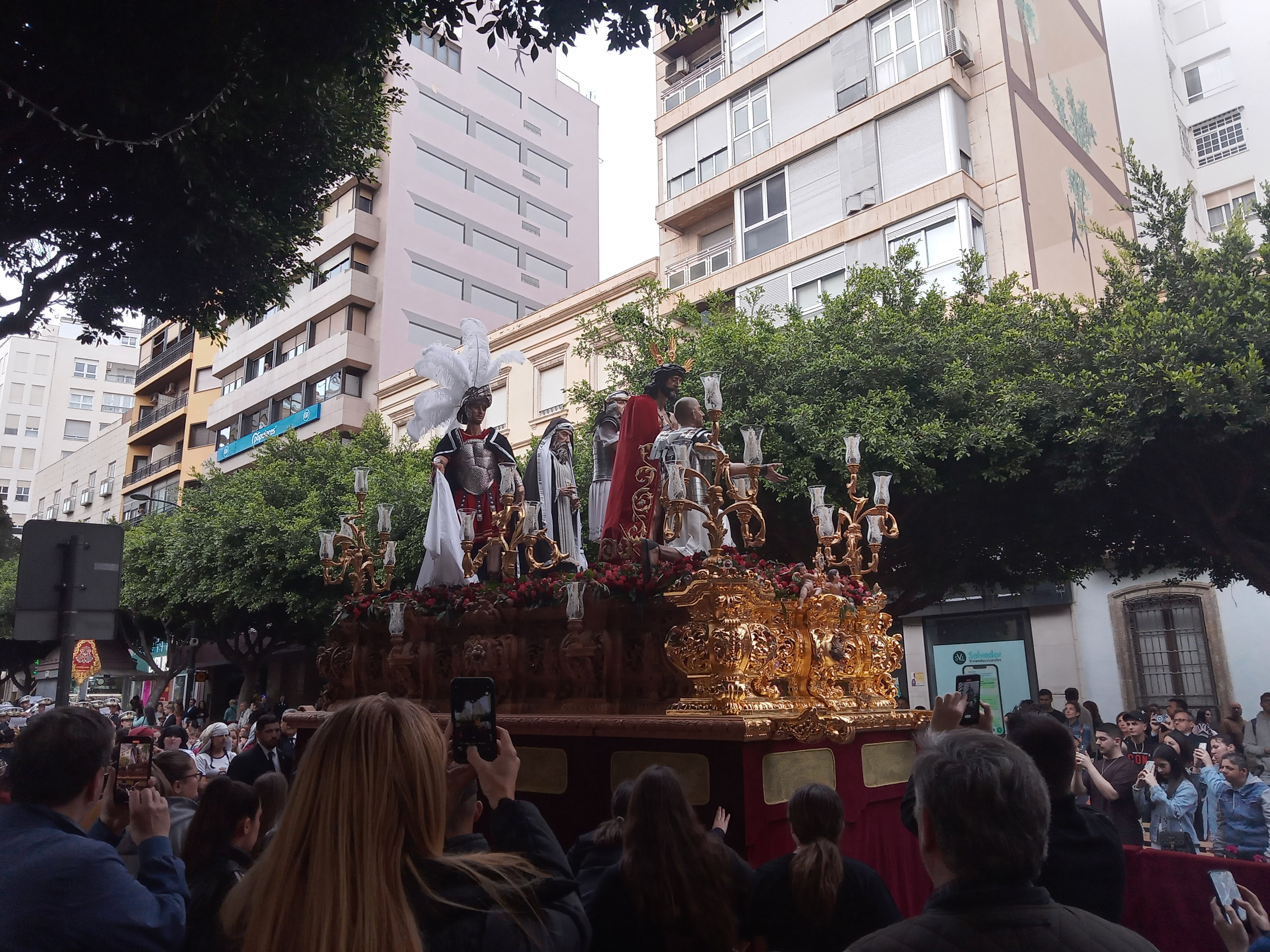
Misterio de Nuestro Padre Jesús de la Humildad y Paciencia

Aprobada la solicitud, la Hermandad efectúa su primer desfile por carrera oficial la tarde del Martes Santo del año 2001, estrenando para la ocasión un nuevo paso de palio realizado por Orfebrería Sevillana. Desde ese mismo año hasta 2007 la Hermandad efectúa su salida desde la AA.VV. San Antonio de Los Molinos y se recoge en la Iglesia de Santiago. En 2005, tras la llegada del nuevo párroco, se solicita el cambio de sede de nuevo a la parroquia de Santa María Magdalena, siendo denegado por el Obispo. En 2006, con motivo del cierre de la capilla de San Antonio de Padua, la Hermandad ve forzado el cambio de sede canónica, volviendo a la parroquia de Santa María Magdalena, desde la que procesiona de nuevo a partir del Martes Santo de 2007. En 2008 la Hermandad decide procesionar únicamente por las calles de su barrio, volviendo a carrera oficial en 2009 con la novedad de salir y recogerse en su sede canónica y no en la iglesia de Santiago.
La Hermandad mantiene su paso por carrera oficial saliendo y regresando a su templo entre 2009 y 2017. En 2016 y 2017 se toma la decisión de que la imagen de San Juan Evangelista no procesione, retornando al palio en la salida de 2018. Ese mismo año la Hermandad efectúa su salida por primera y única vez desde la capilla de la Hermandad del Prendimiento a espaldas de la Catedral, haciendo estación de penitencia en la misma por primera vez en su historia. Ese año se recogería en su parroquia. En 2019 la Hermandad toma la decisión de no bajar hasta carrera oficial, procesionando únicamente por las calles de su feligresía. Tras la Pandemia de COVID-19, a partir de 2022 efectúa su salida procesional desde el patio del colegio La Salle Virgen del Mar, recogiéndose en su templo.
Es acompañada musicalmente por la Agrupación Musical María Santísima de la Cabeza de Exfiliana en el misterio y por la Banda de Música de Huécija-Alicún en el palio.

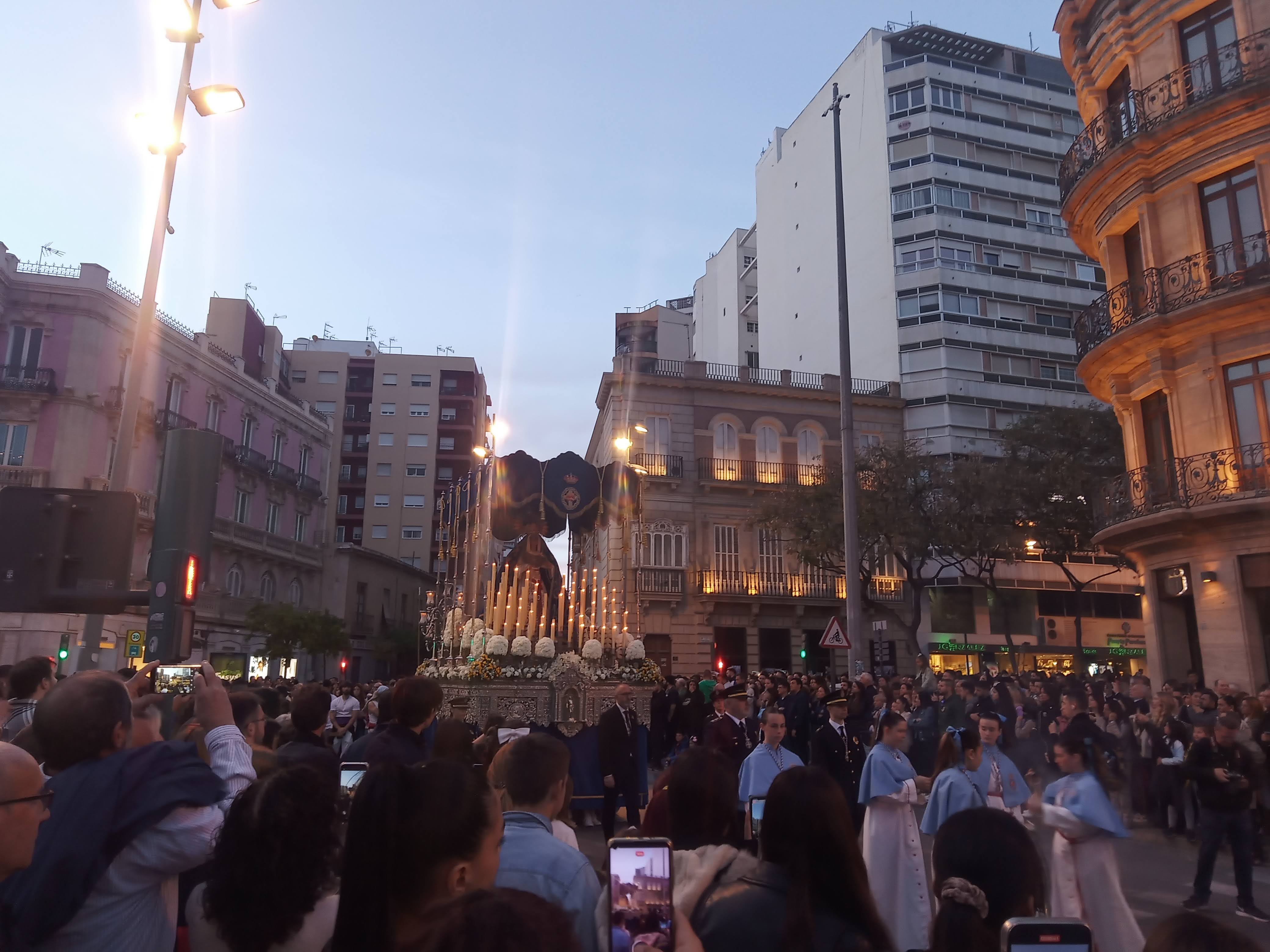
Nuestra Señora del Primer Dolor, que procesiona en Martes Santo en el Amor.

#### Hermandad del Amor
Real e Ilustre Cofradía del Santísimo Cristo del Amor y Nuestra Señora del Primer Dolor. 
Fue fundada en 1944 por empleados de "Banca y Bolsa" de Almería y tiene su sede en la iglesia de San Sebastián. El crucificado, que representa a Cristo en su agonía momentos antes de expirar, es obra de Jesús de Perceval y del Moral de 1946 y la Virgen es obra de José María Hervás Benet de 1952. Los sones del Cristo los pone la Banda de CCyTT Santa Cruz de Almería, y los de la Virgen son de la Banda "Santa Cecilia" de Sorbas.

#### Hermandad del Perdón
Hermandad Juvenil del Santo Cristo del Perdón, Vía-Crucis Penitencial del Silencio. 

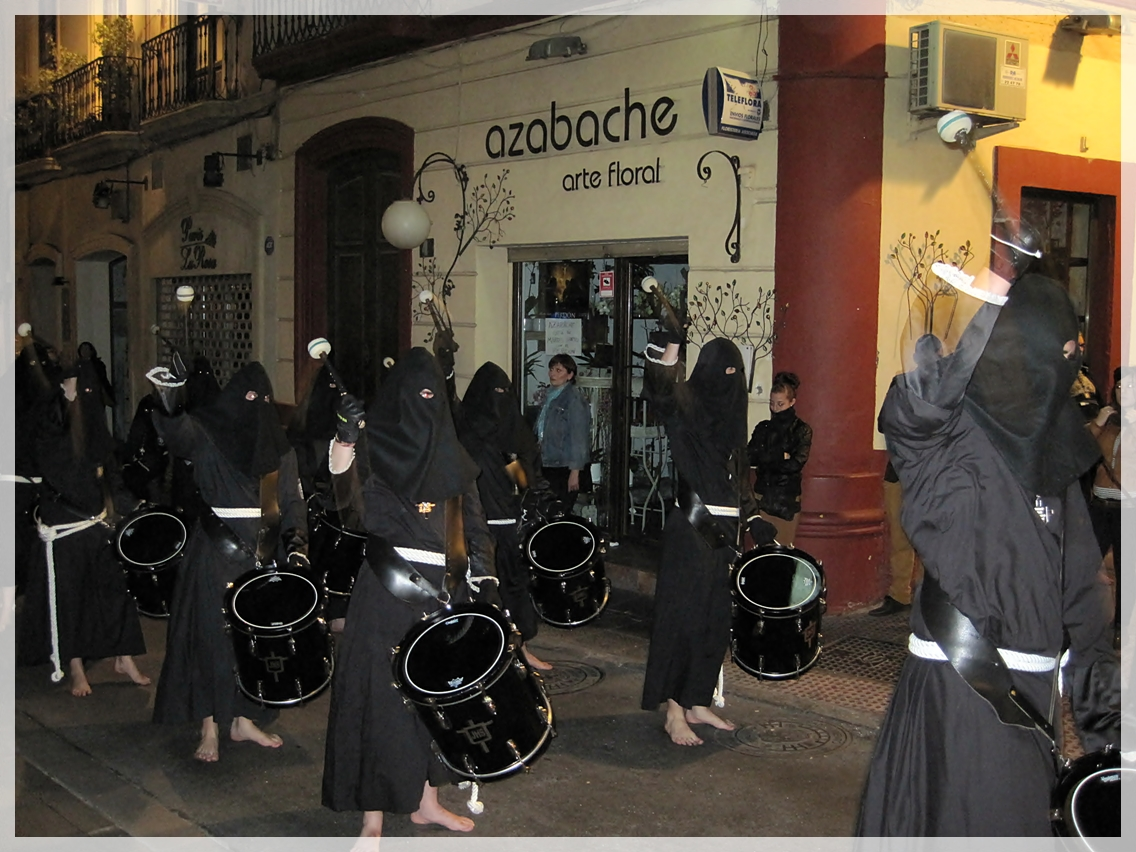
Procesión del Perdón, en Martes Santo

Fue fundado en 1980 por jóvenes del barrio Alto, que querían hacer una Hermandad que fuera diferente en la Semana Santa almeriense. Su nombre se debe a la imagen del Cristo del Perdón, que es la titular de su iglesia de origen, la de San José. En 1982 procesionan en un Vía Crucis Penitencial de silencio, aumentando cada año el número de fieles. En 1984 encargan la imagen del Cristo del Perdón, realizada en barro, escayola y madera. Originalmente, iba llevado por 5 costaleros descalzos en escuadra. Durante aquellos años, la salida se hacía desde la Compañía de María. En 1989, el Cristo sale con unas andas fúnebres sin ningún tipo de ornamentación y rodeado de cuatro pebeteros de forja con fuego que ensalzaban la imagen. En 1992 cambia su salida desde la Compañía de María hasta la iglesia parroquial de San Ildefonso. En 2003, cambia la sede canónica de la Compañía de María a la iglesia de San Ildefonso.
Destaca de esta procesión el atuendo, en el que todos los nazarenos van vestidos de negro y descalzos, en un solemne silencio, donde solo suenan tambores y una campana. Conforme va avanzando la procesión, las farolas de la ciudad van apagándose. 
El crucificado titular es obra realizada en 1984 por Francisco Palma Burgos y representa el momento en el que Jesús, en la cruz, pronuncia la «primera palabra». Su cruz es de Francisco Bailac González, el INRI de Miñarro (1990) y los clavos fueron realizados por Antonio Calvente en la Fundición Fuentes de Úbeda.

### Miércoles Santo

#### Hermandad del Calvario
Hermandad del Santísimo Cristo del Mar, Nuestra Señora de las Lágrimas, Santa María Magdalena y San Juan Evangelista en el Monte Calvario.
Tiene su origen en el año 2006 en torno a los antiguos hermanos de la Hermandad de las Angustias que daban culto al paso del Calvario, el cual procesionó en dicha cofradía hasta el año 2003. 
En enero de 2007 este grupo de fieles realiza el traslado de un crucificado obra de Miguel Bejarano Moreno (2003) desde la Iglesia de San Juan al colegio público Virgen de la Chanca. Siete días después, el 20 de enero de 2007, la imagen que representa a Jesús clavado en la Cruz en el momento de pronunciar las siete palabras se entronizaba en la Iglesia de San Roque en el barrio de Pescadería, siendo bendecido bajo el nombre de Santísimo Cristo del Mar. El 22 de enero se firma el documento de donación de la imagen a San Roque para su exposición pública, celebrándose desde ese momento el devoto y piadoso Vía Crucis por las calles de la parroquia. 
En diciembre de 2008 se comienzan a marcar las directrices de la creación de la Hermandad, recibiendo en marzo de 2009 el permiso verbal del Obispado para preparar la documentación necesaria para legalizarla. A partir de esa fecha se marcan las bases de una Hermandad de carácter austero donde los nazarenos irían ataviados con túnica y verdugo negro rodeado por la cintura con un cíngulo color blanco. Se plantea el proyecto de paso, que representaría el misterio del Calvario en el momento iconográfico de la pronunciación de las siete palabras.
El Sábado de Pasión de 2010 procesionó por primera vez la entonces Pre-Hermandad por las calles de la feligresía, haciéndolo en el primitivo paso de estilo barroco del Calvario de la Hermandad de las Angustias, obra de los talleres 
de Manuel Llamas Campoy y donado por la Hermandad, en el cual continua procesionando en la actualidad. El 8 de marzo de 2012 se bendice la imagen de Nuestra Señora de las Lágrimas, obra también de Bejarano Moreno, procesionando el Sábado de Pasión de ese mismo año junto al crucificado. 
El 22 de diciembre de 2013 se erige canónicamente la Hermandad con sede en San Roque. Un año después se bendice la imagen de San Juan Evangelista obra de Bejarano Moreno, procesionando junto al resto de titulares desde el Sábado de Pasión de 2014. En 2016 la Hermandad pasa a formar parte de la Agrupación de Hermandades y Cofradías de Almería, efectuando su primera estación de penitencia en carrera oficial el Miércoles Santo de 2017. En 2020 tuvo lugar la bendición de la imagen de María Magdalena, también obra de Bejarano Moreno, la cual completaría el misterio procesionando por primera vez el Miércoles Santo de 2022.
El 28 de mayo de 2025 la hermandad anunciaba en sus redes sociales la convocatoria de un cabildo extraordinario para junio de ese año para abordar un posible cambio de día al Lunes Santo.
El único paso, que representa el momento en el que Jesús, clavado en la cruz, entrega a su madre al discípulo amado en presencia de la Magdalena, son acompañados por la Banda de Cornetas y Tambores María Santísima de la Victoria de Granada. 

#### Hermandad del Prendimiento
Real e Ilustre Hermandad Sacramental y Cofradía de Nazarenos de Nuestro Padre Jesús en su Prendimiento, Jesús Cautivo de Medinaceli y Nuestra Señora de la Merced.
Fue fundada en 1948 a instancias de la Delegación Nacional de Excautivos en la parroquia de San Sebastián, tras años de fuertes altibajos a finales de los años setenta un nuevo grupo de jòvenes se encarga de su reorganización, desde entonces tiene su sede en la Santa y Apostólica Iglesia Catedral de la Encarnació. Sus titulares son Nuestro Padre Jesús en su Prendimiento (1990), Jesús Cautivo de Medinaceli (1997) y la Virgen de la Merced (1996), obras del imaginero sevillano Antonio Dubé de Luque. Destaca el gran cortejo que dispone en la calle cada Miércoles Santo, siendo la cofradía más numerosa de todas cuantas procesionan en Almería. Tiene su sede social en una antigua casa palacio de finales del siglo XVII en la plaza Bendicho, construcción que la hermandad adquiere en propiedad en el año 1995 y que años más tarde sometería a una profunda rehabilitación.
Son acompañados musicalmente por la Agrupación Musical Jesús Despojado de Jaén, la Banda de Cornetas y Tambores Nuestra Señora del Carmen de Almería y la Banda de Música Santa Cecilia de Sorbas.

#### Hermandad de la Macarena
Hermandad y Cofradía de Nazarenos de Nuestra Señora del Santo Rosario, Nuestro Padre Jesús de la Sentencia y María Santísima de la Esperanza Macarena. 
Fue fundada en 1986 y tiene su sede en la parroquia de San Ildefonso, en el populoso barrio de la plaza de toros. El Jesús es obra de Antonio Dubé Luque en 1990. Barrabás, un sanedrita, Poncio Pilatos, un esclavo etíope un centurión y Claudia Prócula son obra de Luis González Rey de entre 1995 y 1998. La Macarena almeriense es obra de Antonio Dubé de Luque de 1988. Anteriormente procesionaba en la tarde del Lunes Santo.
Además, la dolorosa de esta hermandad suele salir en Agosto para ocupar un sitio en la capilla de la Plaza de Toros de Almería cuando llegan las fechas de la Feria Taurina de la Virgen del Mar.
Son acompañados por la Banda de Cornetas y Tambores Santa Cruz de Almería y la Banda Municipal de Torredonjimeno (Jaén)

#### Hermandad de los Estudiantes
Real, Ilustre, Concepcionista y Universitaria Hermandad de Nazarenos de Nuestro Padre Jesús de la Oración en el Huerto y Nuestra Señora del Amor y la Esperanza
Fue fundada en 1944 por estudiantes de medicina almerienses que residían en la ciudad de Granada (de ahí su vinculación con la Universidad de Almería) y tiene su sede en la Santa y Apostólica Iglesia Catedral de la Encarnación, aunque tiene mucha relación con las monjas del convento de la Inmaculada Concepción (de hecho, las monjas son visitadas cada año por los titulares en su estación de penitencia). El misterio de la Oración del Redentor en el Huerto de los Olivos es obra de José Martínez Puertas de 1945 y la Virgen es obra de Antonio Castillo Lastrucci de 1946, y fue la primera virgen almeriense en ir bajo un paso de palio. Al Cristo lo acompaña la Agrupación Musical Nuestra Señora del Mar de Huércal de Almería, y a la Virgen, la Banda de Música Municipal de Albox (Almería)

### Jueves Santo

#### Hermandad del Rosario del Mar
Hermandad Dominicana y Cofradía de Nazarenos de Nuestro Padre Jesús de las Penas en el Abandono de sus Discípulos, María Santísima del Rosario del Mar en sus Misterios Dolorosos, Santa María Magdalena y Santo Domingo de Guzmán. 
La Hermandad tiene su germen en un grupo de cofrades que en el año 1995 decide solicitar la reapertura al culto católico de la capilla del Real Hospital Provincial de Santa María Magdalena, la cual había sido cerrada 25 años antes y desde su restauración en 1985 permanecía como salón de actos. Con ese fin se funda la Asociación Religiosa de Santa María Magdalena, aglutinando a las personas del barrio, logrando su cometido reabriendo sus puertas el 9 de abril de 1995 con la celebración de la Santa Misa del Domingo de Ramos en la Pasión del Señor.
En 1996 la asociación adquiere en propiedad una dolorosa del imaginero sevillano Luis Álvarez Duarte para presidir la capilla, era la imagen de María Santísima del Rosario del Mar en sus Misterios Dolorosos, la cual procesiona bajo palio en la actualidad. En el año 2000 se solicita la creación de una asociación privada de fieles con la intención de fundar en unos años una cofradía en torno a la dolorosa, esta es aprobada el 15 de octubre del mismo año bajo el nombre de Asociación Ntra. Sra. del Rosario del Mar en sus Misterios Dolorosos, Ntro. Padre Jesús de las Penas en el Abandono de sus Discípulos y Santa María Magdalena. En octubre de 2002 se solicita constituirse en Hermandad, realizando su primera salida procesional con nazarenos el Sábado de Pasión de 2005 desde la capilla del Real Hospital Provincial de Santa María Magdalena. Las Reglas que la acreditan como Hermandad se aprobarían el 7 de octubre de 2006, siendo erigida canónicamente con sede en la capilla de Santa María Magdalena.

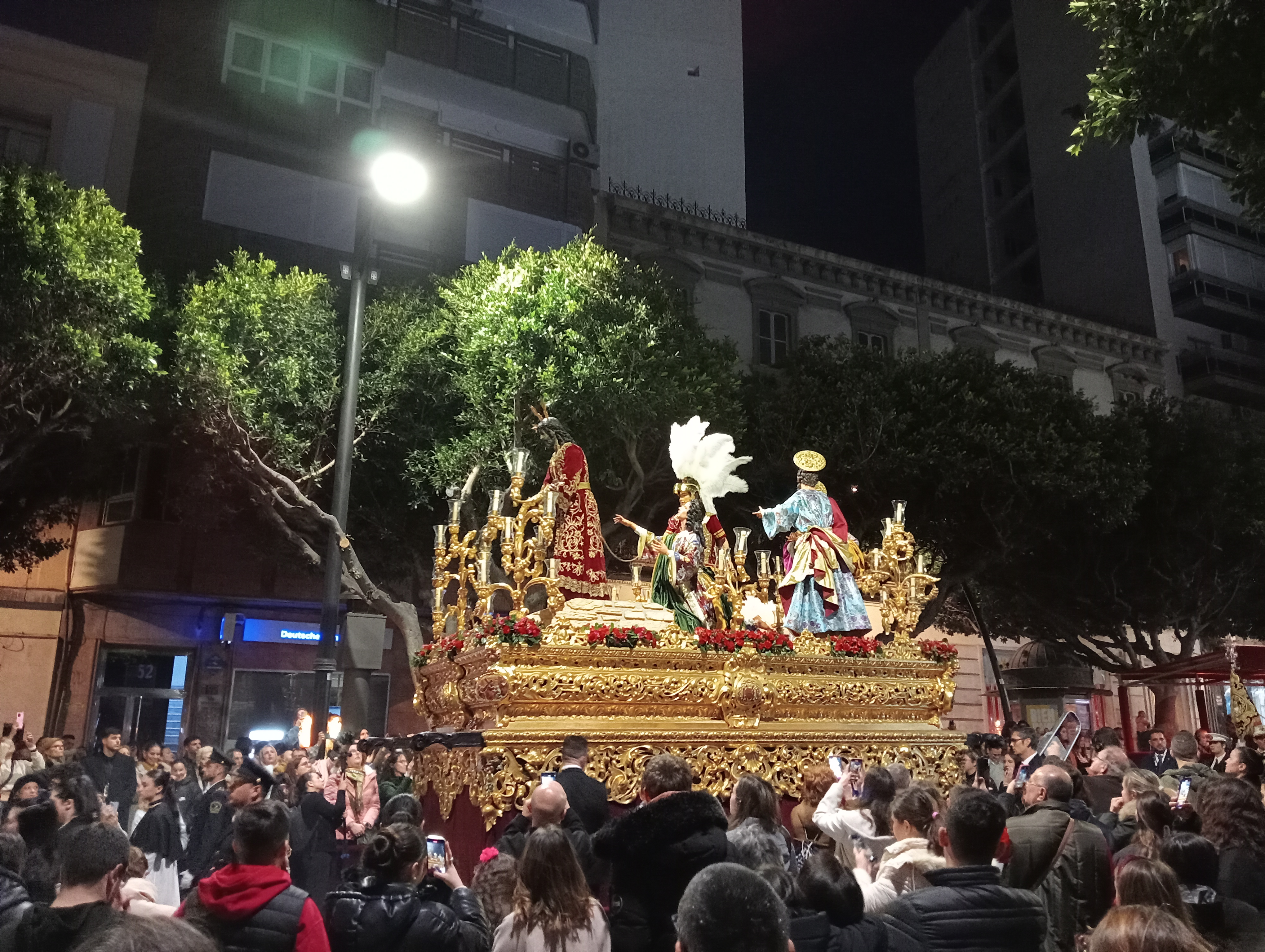
Paso de misterio de Nuestro Padre Jesús de las Penas en el Abandono de sus Discípulos

La imagen de Nuestro Padre Jesús de las Penas, obra también de Álvarez Duarte, llegó a la Hermandad en 2001 habiendo sido tallada en 1992 como regalo a la Hermandad de San José Obrero de Sevilla, frustrándose este por desavenencias con el párroco que pretendía quedársela. Ante esto, Álvarez Duarte no entregó la imagen y años después la cedió a la Hermandad. Desde la primera salida de la Hermandad en 2005 este procesiona en solitario, representando a Jesús en el abandono de sus discípulos tras ser prendido en Getsemaní. En 2016 fue presentado un proyecto en el que Álvarez Duarte habría realizado las imágenes secundarias que acompañasen a Jesús, conformando un misterio según el pasaje evangélico que representa. Sin embargo, el fallecimiento repentino del artista hizo que para este proyecto de misterio únicamente se llegase a adquirir en 2017 un paso de estilo neobarroco realizado en 1960 en los talleres del sevillano Juan Pérez Calvo con talla de Rafael Fernández del Toro y dorado en oro fino por Antonio Sánchez González, que había pertenecido a la Hermandad de los Afligidos de San Fernando y posteriormente a la Hermandad del Prendimiento de Cádiz. En este paso procesionó en solitario hasta 2023 el titular cristífero. En septiembre de 2023 la Hermandad dio a conocer la adquisición de las figuras secundarias del antiguo misterio de la Hermandad sevillana del Buen Fin para acompañar a Jesús de las Penas a partir de 2024. Estas efigies que originalmente representaban a José de Arimatea, Nicodemo, Santa María Magdalena y un soldado romano son obra también de Álvarez Duarte en 1972 y acompañaron al Cristo del Buen Fin hasta 1997. Sin embargo, con la intención de mantener la representación del momento en el que Jesús es abandonado por sus discípulos al ser prendido, y dado el difícil encaje de Nicodemo, José de Arimatea y María Magdalena en la escena, estas pasarán a ser rebautizadas como San Pedro, Santiago y San Juan tras un proceso de restauración en los talleres de la conservadora y restauradora Lucía Ruiz Gómez, directora del taller de restauración del Convento de las Madres Carmelitas Descalzas de la Antigua Observancia de Granada, manteniéndose únicamente el romano con la iconografía original.
En 2011, con motivo del estreno de unos nuevos pasos procesionales y debido a la escasa altura de la puerta de la capilla, la Hermandad traslada su salida por primera y única vez al patio contiguo al Hospital, junto al nuevo centro de Alta Resolución Nicolás Salmerón. Entre 2012 y 2013 la Cofradía sale desde el extinto Museo de la Ciudad en la ronda del Beato Diego Ventaja. En 2014 el grave deterioro que hace peligrar la estabilidad del techo de la capilla provoca su cierre y el consecuente traslado de los titulares a la próxima Iglesia de San Juan, erigiéndose esta como nueva sede canónica de la Hermandad a partir de ese mismo año (de facto, la capilla de Santa María Magdalena nunca reabriría sus puertas, integrándose, una vez desacralizada, como espacio cultural anexo al Museo del Realismo Español Contemporáneo que ahora ocupa el antiguo Hospital Provincial). Ese mismo año, al haberse convertido el Museo de la Ciudad en el Museo de la Guitarra, la Hermandad procesiona desde el patio de la sede de Cruz Roja Española en el parque de Nicolás Salmerón esquina con calle Atarazanas.

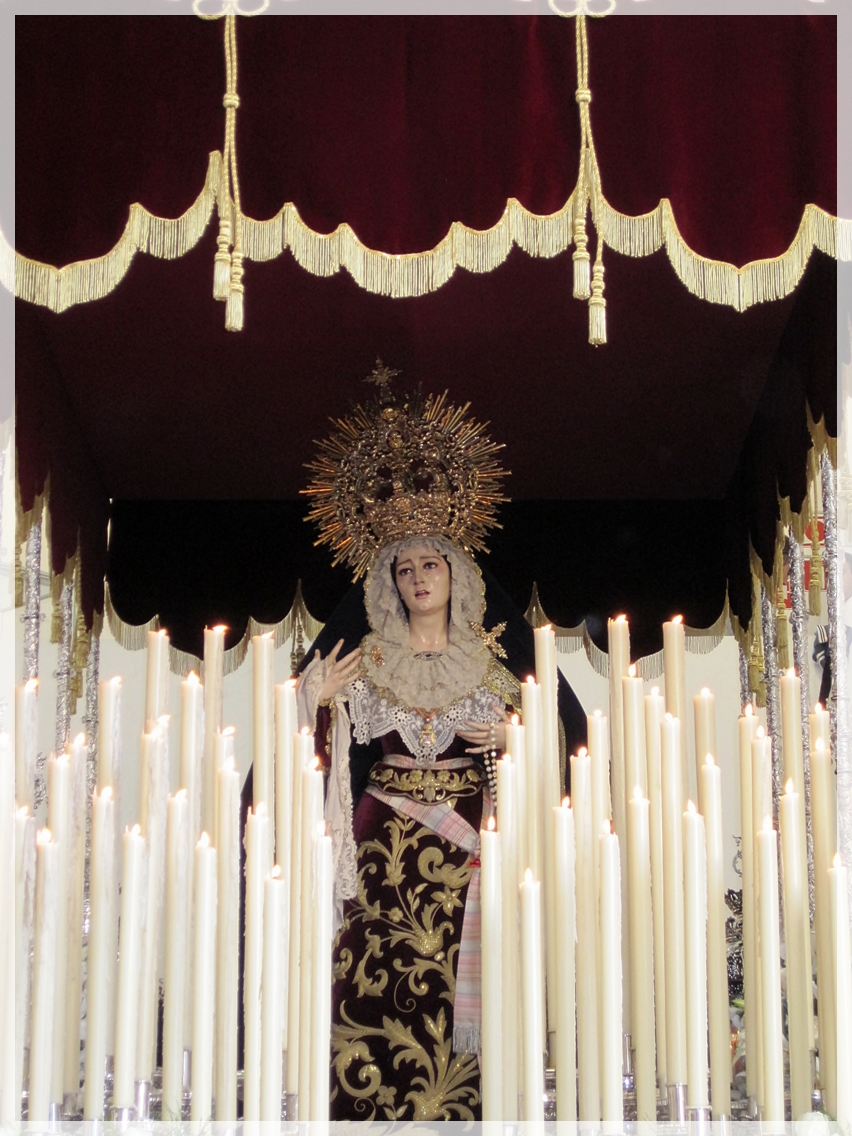
María Santísima del Rosario del Mar

En 2015, además de concedérsele el título de Dominicana vinculándose espiritualmente a la Orden, la Hermandad consigue la venia para salir en procesión en la tarde del Jueves Santo, efectuando su primera entrada en la carrera oficial. A partir de ese año realiza su estación de penitencia desde la Iglesia Conventual de Santo Domingo el Real, Santuario de la Virgen del Mar, de nuevo ante la imposibilidad de salir de la iglesia de San Juan por las escasas medidas de la puerta.
A escasas semanas de la Semana Santa de 2023 y cuando la hermandad se planteaba solicitar oficialmente el cambio de sede canónica de San Juan al Santuario de la Virgen del Mar, la entonces comunidad dominica liderada por el prior José Barrado intenta acabar de forma unilateral con la relación existente entre la cofradía y el Santuario de la patrona, vigente desde 2015 gracias a la buena relación con el entonces prior de los dominicos en Almería, fray Antonio Bueno, y con muchos esfuerzos por parte de la cofradía que llegó incluso a cambiar sus reglas para incluir en el nombre de la hermandad el título de "dominicana". La intercesión de la diócesis de Almería permitió que los dominicos no impidieran la salida procesional, consiguiendo realizar la estación de penitencia desde Santo Domingo ese año, según los mismos, "como excepción y por última vez". 
A raíz de estos acontecimientos, la hermandad estableció contactos no fructíferos con la iglesia de San Sebastián para procesionar desde el templo, llegando a barajarse la parroquia del Espíritu Santo e incluso un posible cambio de día de salida al Lunes Santo para realizar su estación de penitencia. Finalmente, la mediación entre ambas partes del superior de los dominicos, el prior provincial de los dominicos en Hispania Fray Jesús Díaz Sariego, permitió anunciar a finales de enero de 2024 la permanencia de la hermandad en Santo Domingo para la realización de la estación de penitencia del Jueves Santo de 2024 y sucesivos.
Es acompañada musicalmente por la Banda de Cornetas y Tambores Monte Calvario de Martos (Jaén) en el misterio y por la Asociación Musical de Güevéjar en el palio.

#### Hermandad del Encuentro
Ilustre y Muy Antigua Hermandad y Cofradía de Nazarenos de Nuestro Padre Jesús Nazareno, María Santísima de la Amargura y Santa Mujer Verónica 
Es la hermandad decana de Almería ya que oficialmente data del año 1743 y también existen documentos que podrían indicar que fue fundada en el año 1670. Es conocida como popularmente como "El Encuentro" por el acto que realizan los tres pasos que procesionan en la plaza Emilio Pérez a las 9 de la noche, cuando se encuentran los tres pasos simulando el encuentro del Redentor del Mundo con su Madre en la calle de la Amargura. Fue reordenada en 1924 por el organista de la Catedral, don Pedro Martín Abad, en el convento de Santa Clara de la ciudad, sus inicios data a finales del siglo XVII (la Primitiva Cofradía de Jesús Nazareno, cuyo documento más antiguo es de 1668), que tenía como finalidad atender el enterramiento de los cofrades de las familias más adineradas de la ciudad, y que daba culto en el Convento de San Francisco de Asís (actual iglesia de San Pedro Apóstol), a un nazareno de la gubia de José de Mora del siglo XVII. Por Decreto 25 de 2017 (30 de noviembre) del Obispo Dr. don Adolfo González Montes, la hermandad se le reconoce antigüedad de 1743 al encontrarse las "Constituciones de la Cofradía de Jesús Nazareno", sita en el Convento de San Francisco de Asís de Almería. Se traslada al Convento de Santa Clara desde la parroquia de San Pedro en 1916, procesionando el Miércoles Santo de 1929 junto a una Virgen de los Dolores, atribuida a la gubia de Salzillo del siglo XVIII, perteneciente a la Congregación de la Buena Muerte (actual hermandad de las Angustias) y que salía desde el convento del Sagrado Corazón. En 1931, procesionó con una imagen nueva propia llamada Virgen de la Amargura del escultor almeriense Francisco Gálvez Ferre. En agosto de 1936, apenas estallada la guerra civil, el Convento de Santa Clara fue asaltado por los comunistas del bando republicano, y quemaron la imagen del Nazareno y la de la Virgen. Sin embargo, los estandartes de ambos pasos fueron salvados de la contienda y hoy día procesionan en el cortejo. Tras el conflicto bélico, fue refundada en la iglesia de San Sebastián en 1943, con las nuevas imágenes del Nazareno y la Virgen de José Martínez Puertas, a la que se le incorporó en 1952 la imagen de la Mujer Verónica de José María Hervás Benet. Tiene su actual sede en la parroquia de San Antonio de Padua, en el barrio de Ciudad Jardín. Su acompañamiento musical el Jueves Santo en la Verónica; la Agrupación Musical La Estrella de Noalejo, la A.M. Nuestra Señora del Mar de Almería en el Nazareno; y la banda municipal de Alquife-Huéneja-Lanteira (Granada) en la Virgen.

#### Hermandad de las Angustias
Real e Ilustre Congregación-Hermandad de Nuestra Señora de las Angustias y del Santísimo Cristo de la Buena Muerte. 
Fue fundada en 1911 como "Congregación del Buen Morir" en el convento del Sagrado Corazón, antiguo convento jesuita de la capital. En sus orígenes, la Congregación realizaba cultos internos con ejercicios de preparación de los congregantes para el "bien morir" y daba culto a un crucificado y a una imagen de la Virgen de los Dolores, probablemente salida de la gubia del escultor murciano Francisco Salzillo del siglo XVIII que salió en procesión en la Semana Santa de 1929 y 1930, a petición de la Hermandad del Nazareno, a fin de realizar un encuentro a semejanza del ocurrido en la Vía de la Amargura (este tenía lugar en la plaza de la Catedral de Almería). Más tarde, con la llegada de la República en 1931 y la expulsión de los jesuitas del templo del Sagrado Corazón, la congregación mantendría sus cultos internos. Sufrió, como todas las asociaciones religiosas de Almería, los nocivos efectos de la guerra civil española, pero se reorganiza en 1941. En ese mismo año, se incorpora a la congregación un grupo de granadinos devotos de la Virgen de las Angustias (patrona de la ciudad de la Alhambra), lo que hace que la hermandad hoy en día tenga la denominación de: Congregación-Hermandad de Nuestra Señora de las Angustias y Santísimo Cristo de la Buena Muerte. Llega la talla de la Virgen en 1943, aunque no sería hasta el Jueves Santo de 1951 cuando la saquen de estación de penitencia por primera vez. En 1954 llegaría el crucificado de la Buena Muerte y procesionaría por primera vez al año siguiente. 

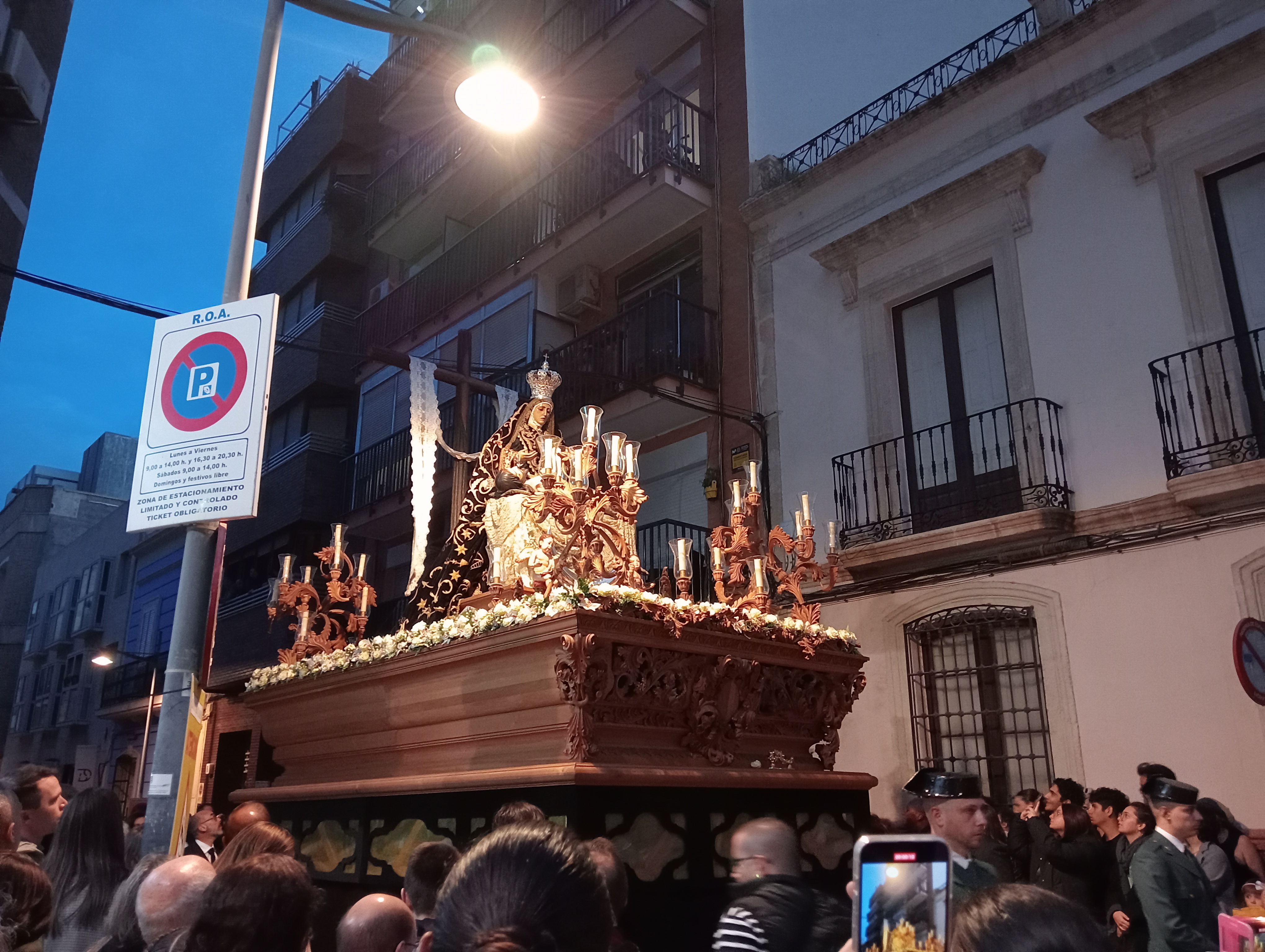
Nuestra Señora de las Angustias

Tras la crisis cofrade de los 70, se reorganiza en 1979. En 1987, trasladan su sede canónica a la iglesia de San Juan Evangelista, en el popular barrio de la Almedina almeriense, su actual sede canónica, aunque por la pequeñez de la puerta de la iglesia sale la cofradía desde el patio del colegio de la Compañía de María, en la calle Obispo Orberá. El crucificado muerto en la cruz es obra de José María Hervás Benet de 1954, y es una fiel reproducción del crucificado de la Buena Muerte de Juan de Mesa de la hermandad de los Estudiantes de Sevilla; y, por otro lado, la Virgen, que representa un misterio de los llamados "mariano-pasionistas" que consiste en la Madre de Dios dolorosa que ofrece el cuerpo de su hijo muerto yacente en un altar, es obra de José Navas Parejo-Pérez de 1942. Como curiosidad, está inspirada esta talla en dos obras religiosas: en la Virgen de las Angustias patrona de la ciudad de Granada y en un cuadro que se encuentra en el Convento de la Inmaculada Concepción del siglo XVIII (MM. Concepcionistas), que representa dicho misterio comentado anteriormente. El Cristo es acompañado musicalmente por la banda de CCyTT Nuestra Señora del Carmen de Almería y la Virgen por la banda municipal de Berja, Almería.

#### Hermandad del Silencio
Real, Ilustre y Franciscana Hermandad y Cofradía de Nazarenos del Santísimo Cristo de la Redención en su Sagrado Descendimiento, Santa María de la Piedad y Nuestra Madre María Santísima del Consuelo. 

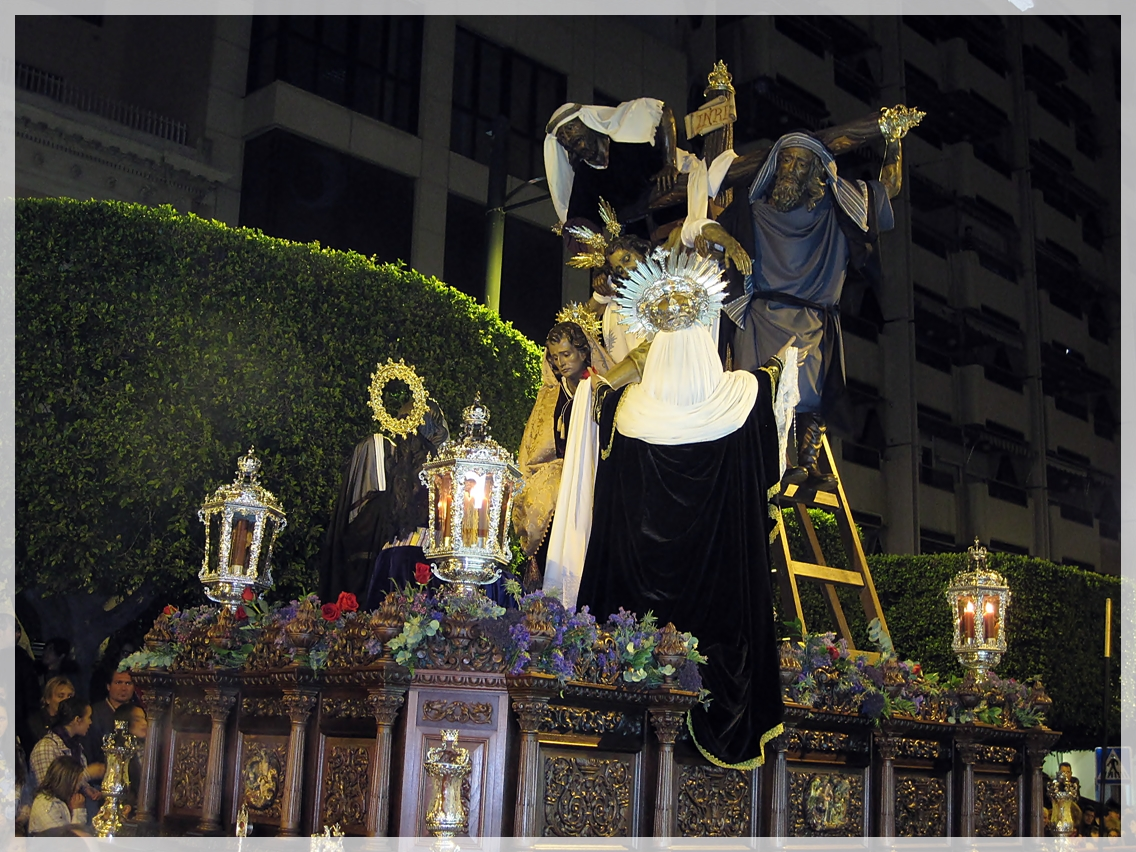
Santísimo Cristo de la Redención en su Sagrado Descendimiento

Nació en 1946 en el seno de la Confederación Nacional de Sindicatos a iniciativa de varios altos cargos de la Delegación almeriense. A lo largo de su historia ha ido acumulando mucho patrimonio en imágenes, de los cuales muchos no procesionan. Se le añadieron diversas congregaciones, aumentando en número de hermanos y fieles. En la década de 1960, alcanzó su máximo esplendor, llegando a congregar a más de 1.200 fieles en las estaciones de penitencia. Luego, llegó una época de decadencia en los años 70, extinguiéndose algunas congregaciones y no consiguiendo salir en estación de penitencia algunos años.
En 1978, con la llegada de un grupo de jóvenes que toman el mando, comienza un resurgimiento. En 1983 se crea la primera cuadrilla de costaleros, y se renueva el patrimonio procesional. En 1996 se incorpora la música en el paso de misterio de palio y la música de capilla en el palio. Tiene su sede en la parroquia de San Agustín. El paso de misterio representa a Cristo muerto siendo descendido de la cruz por José de Arimatea y Nicodemo, con unas escaleras y ayudados por Juan. La escena es contemplada por María de Cleofás, María Magdalena y la Virgen María. El misterio fue realizado por Eduardo Espinosa Cuadros de 1948 y la Virgen del Consuelo es obra de Castillo Lastrucci de 1946.
Están acompañados por la Capilla Musical "Sacra Redemptio" de Almería y la Asociación Musical "La Mezquita" de Alboloduy (Almería)

### Madrugá

#### Vía crucis del Cristo de la Escucha
El Cristo de la Escucha es una réplica de un crucificado realizado para la Catedral entre 1554 y 1556. Hay una leyenda en torno al mismo, donde unos albañiles al estar reformando una casa, escucharon tras un tabique la palabra «¡Escucha!, ¡escucha!», procediendo a derribar el tabique y encontrar la figura. La antigua figura, de reducidas dimensiones estaba hecha en madera de nogal y policromado para darle un toque añejo. Poseía rasgos muy esquematizados, confundiéndose el pelo con la corona de espinas y patetismo en la expresión del rostro. 
El primer vía crucis con este Cristo se celebró en 1928, aunque debido a la lluvia, no realizó todo el itinerario previsto. Durante la II República, procesionó sin incidentes, excepto en 1933 donde un pequeño artefacto explosionó en una de las ventanas del Palacio Episcopal, sin causar apenas daños materiales. El Cristo fue destruido en la Guerra Civil (1936-1939) y en el actual fue realizado por Jesús de Perceval de 1941.La Hermandad del Cristo de la Escucha fue fundada en 1958.
El vía crucis comienza desde la catedral a las cinco de la madrugada y en su recorrido para delante del templo de la Virgen del Mar.

### Viernes Santo

#### Hermandad de la Caridad
Humilde Hermandad de San Francisco de Asís y Cofradía de Nazarenos del Santísimo Cristo de la Caridad en su Traslado al Sepulcro, María Santísima de las Penas y Santa Marta. 
La Hermandad tiene su origen en la Asociación fundada en la parroquia de San Francisco de Asís del barrio de El Quemadero el 23 de septiembre de 1995 bajo el nombre de Pre-Humilde Hermandad del Santísimo Cristo de La Caridad en su Traslado al Sepulcro y María Santísima de Las Penas.
En octubre de 1997 se presenta el boceto del paso de misterio en la Iglesia de San Martín de Sevilla, el cual sería realizado por el imaginero sevillano Juan Manuel Miñarro López, representando el momento en que Cristo muerto es trasladado al sepulcro por José de Arimatea, Nicodemo y San Juan, inclinada a sus pies está María Magdalena y, junto a la cruz que prende el santo sudario, delante de ella Santa Marta en actitud consoladora junto a María Santísima de las Penas y tras ellas María de Cleofás y María Salomé.

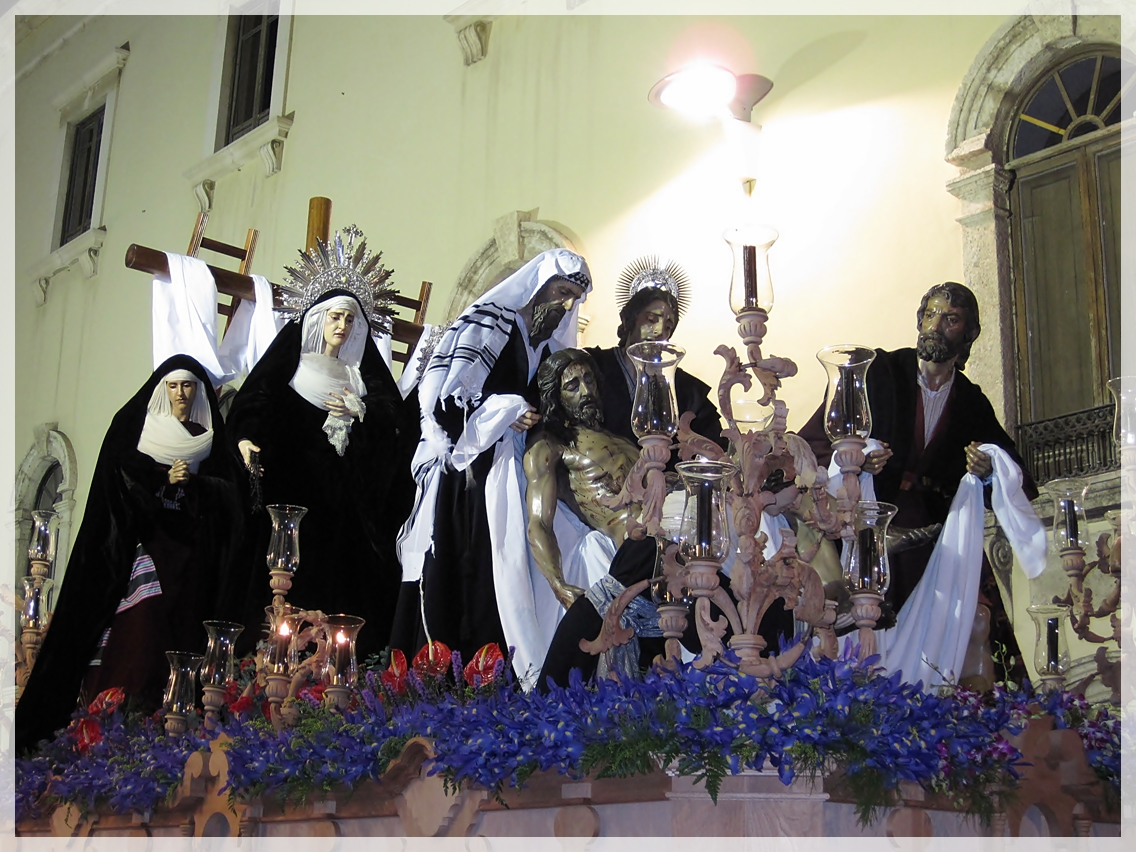
Paso de misterio de la Caridad

El 6 de febrero de 1999 se presenta el Cristo de La Caridad en la Iglesia de San Martín de Sevilla, la por entonces sede de la Hermandad de Santa Marta, coetánea a la hermandad almeriense. Este es bendecido en la iglesia parroquial de San Agustín el 27 de febrero de 1999.
El Sábado de Pasión de 2001 la entonces Pre-Humilde Hermandad efectúa su primera salida estación de penitencia, recorriendo el Cristo de La Caridad el barrio de El Quemadero desde la parroquia de San Francisco de Asís. No es hasta el Sábado de Pasión de 2003 que llega por primera vez a la plaza de la Catedral. En 2004 tiene lugar la bendición de los Santos Varones José de Arimatea y Nicodemo y de San Juan Evangelista, los cuales procesionan junto al Cristo de La Caridad desde el Sábado de Pasión de 2005. Desde ese mismo año y hasta 2014 la salida se produciría desde la iglesia parroquial de San Agustín.
En septiembre de 2005 se erige la Humilde Hermandad de San Francisco de Asís y Cofradía de Nazarenos del Santísimo Cristo de La Caridad en su Traslado al Sepulcro, María Santísima de Las Penas y Santa Marta con sede canónica en la parroquia de San Francisco de Asís. La bendición y primera salida procesional de María Magdalena a los pies del Cristo de La Caridad llegaría el Sábado de Pasión de 2006. La bendición de María Santísima de Las Penas y Santa Marta se realizó el 27 de octubre de 2007 en la parroquia de San Agustín, pero debido a las dimensiones del paso estas no procesionarían hasta 2012.
En 2008 la Hermandad realiza su primer paso por carrera oficial, procesionando por primera vez la tarde noche del Viernes Santo. Ese mismo año se bendicen las imágenes que completarían el misterio: las Santas Mujeres María de Cleofás y María Salomé. El Viernes Santo de 2012 se estrena un nuevo paso procesional, procesionando por primera vez las imágenes de María Santísima de Las Penas, Santa Marta, María de Cleofás y María Salomé, completándose el misterio del traslado al sepulcro de Miñarro López con la cruz de la que prende el santo sudario.
En el año 2015 y con la necesidad de contar con un mayor espacio, la Hermandad deja la parroquia de San Francisco de Asís para trasladarse a su actual sede canónica, la iglesia parroquial de Santa Teresa de Jesús en el barrio de Oliveros. El 8 de octubre de 2022 el Cristo de La Caridad volvió de forma extraordinaria a las calles del barrio de El Quemadero y a visitar las Parroquias de San Francisco de Asís y San Agustín con motivo del 25 aniversario fundacional de la Hermandad, acontecido en 2020.
El misterio está acompañado musicalmente por la capilla musical de viento BAM y por el cuarteto vocal Anacrusa.

#### Hermandad del Santo Sepulcro
Real e Ilustre Hermandad y Cofradía del Santo Sepulcro y Nuestra Señora de los Dolores. 
Fue fundada en 1923, aunque existían indicios de procesiones de un Cristo Yacente y una Dolorosa desde mediados del siglo XIX (incluso desde mucho antes de la invasión francesa). Tiene su sede en la iglesia de San Pedro Apóstol. 

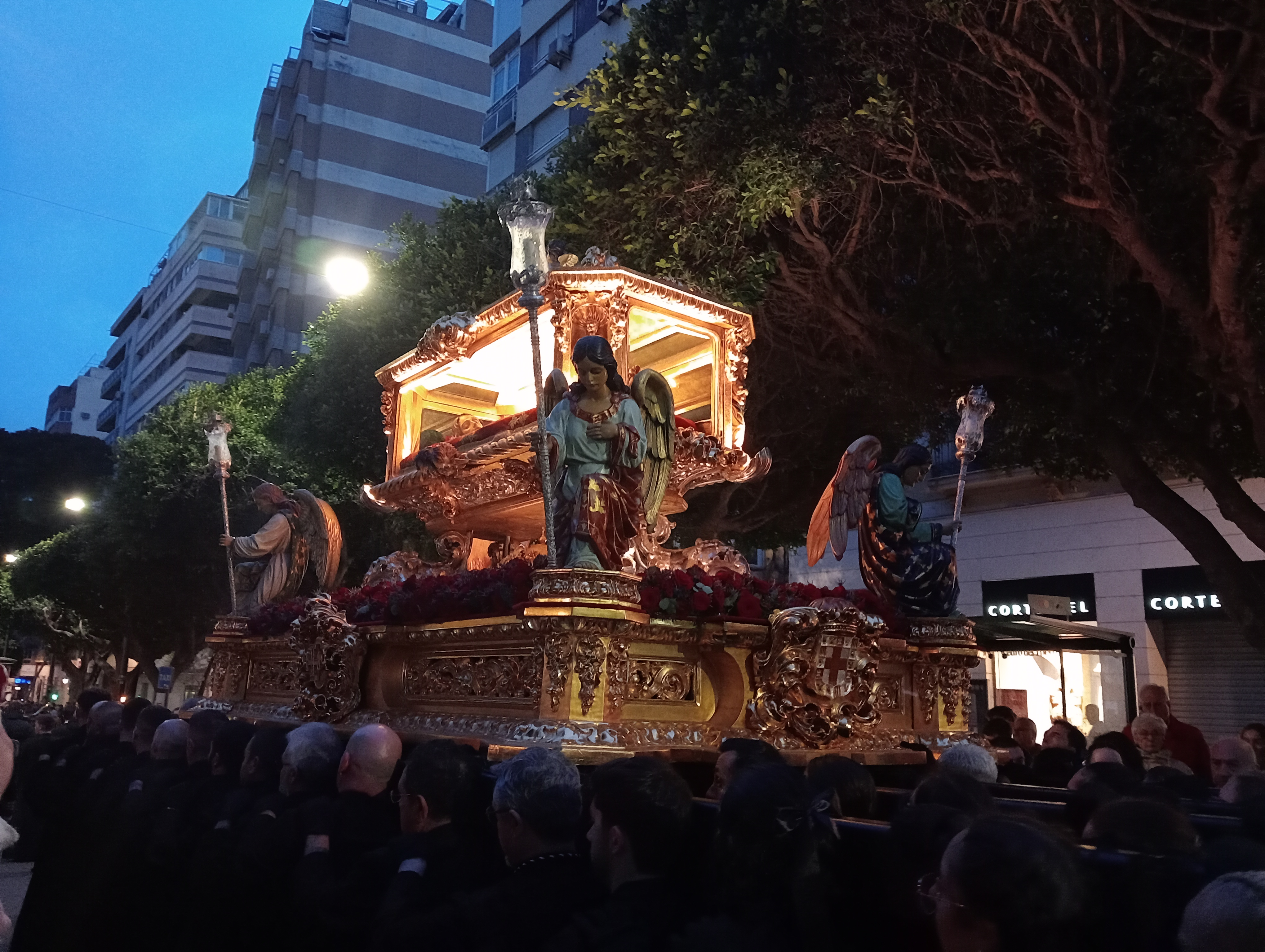
Cristo Yacente de la Hermandad del Santo Sepulcro

El Cristo yacente y la Virgen son del siglo XX, obras de Nicolás Prados López, que sustituyeron a las antiguas imágenes (de escuela castellana (Cristo, siglo XVII) y de Torcuato Ruiz del Peral (Virgen, siglo XVIII)) que desaparecieron en la Guerra Civil, estando la dolorosa de Nicolás Prados basada en la primitiva. El Santo Sepulcro es uno de los 2 únicos pasos en la ciudad que procesiona al estilo malagueño (varal), junto con el de la Santa Verónica de la hermandad del Nazareno. Poseen algunos de los enseres más valiosos de la Semana Santa almeriense, como la urna del Cristo, o el manto de la Virgen, tejido en 1918 por las Madres Adoratrices en Málaga, que perteneció a la imagen de María Santísima de la Paloma de la hermandad homónima de la capital malagueña.
Es la hermandad oficial de la Semana Santa almeriense, y por ello una representación del ayuntamiento acompaña a la imagen del Señor muerto por las calles de Almería, además de que es la única cofradía cuyos pasos pueden hacer estación de penitencia en el interior de la catedral (las demás la hacen en la puerta por motivos arquitectónicos del propio templo mayor almeriense). El Cristo es acompañado musicalmente por la Banda municipal de Almería y la Virgen por la banda de Música de Alhama de Almería.

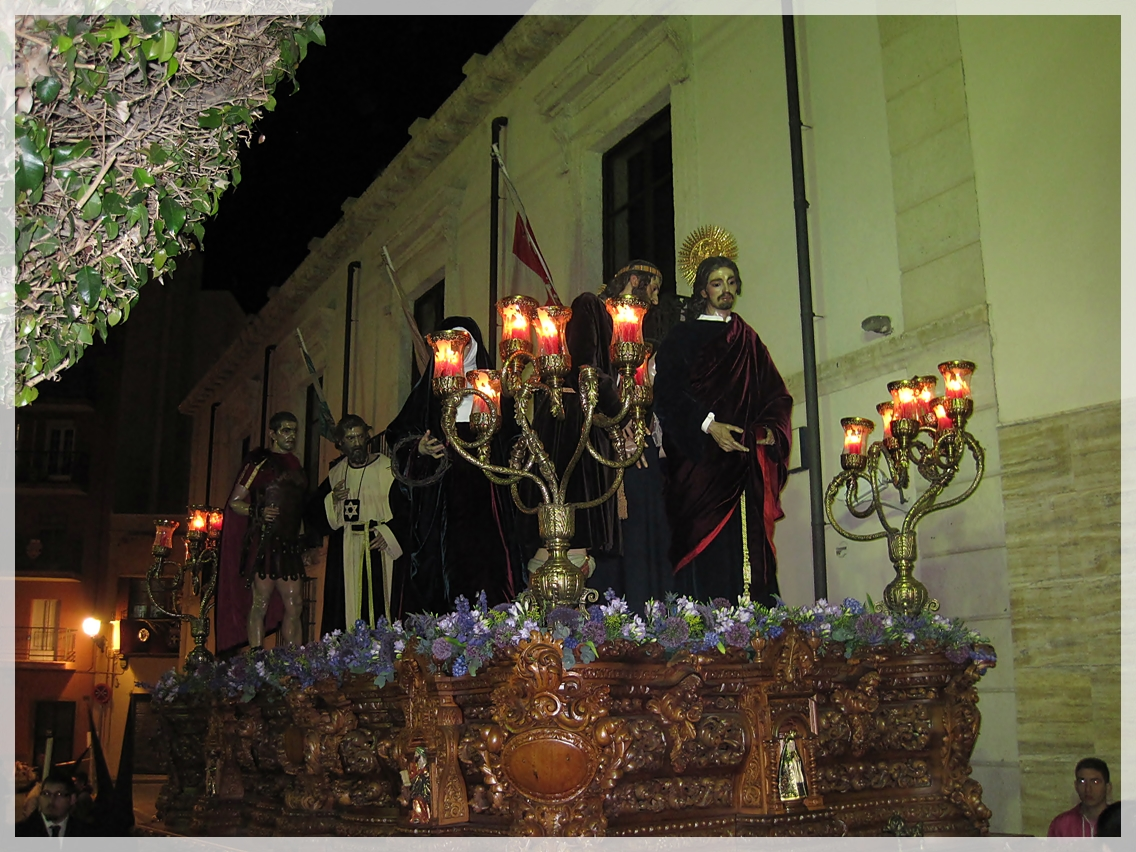
La Soledad, en Viernes Santo

#### Hermandad de la Soledad
Ilustre Hermandad del Santísimo Sacramento, Nuestra Señora de los Dolores en su Soledad y San Juan Apóstol.
Hermandad fundada en 1772 por una orden servirá, tiene su sede en la iglesia de Santiago Apóstol. El paso representa el duelo tras el entierro de Cristo y la soledad de María. San Juan es obra de Juan Manuel Miñarro López de 1997, que vino a sustituir a la anterior de Jesús de Perceval, que vino a su vez a sustituir a otra perdida en la Guerra Civil, y la Virgen es obra de José Pascual Ortells López de 1941, que vino a sustituir a la anterior del círculo de José de Mora de finales del siglo XVII, quemada también en dicha contienda.

### Domingo de Resurrección

#### Hermandad del Resucitado
Hermandad de Nuestro Señor Jesucristo Resucitado, Señor de la Vida, y María Santísima del Triunfo. 
Por iniciativa del entonces vicepresidente de la Agrupación de Hermandades y Cofradías Raimundo Quiñonero López, en 1957 se puso en marcha la procesión del Resucitado. El pintor y tallista almeriense Antonio Robles Cabrera fue el encargado de realizar el primer misterio que procesionaría entre ese mismo año y 1959, siendo la primera aproximación a la talla en madera del autor. Este grupo escultórico lo formaban las imágenes de Jesús Resucitado, un ángel orante y un somnoliento soldado romano, efectuando su primera salida procesional ese mismo año desde la Catedral de Almería, estando el cortejo integrado por representantes de las distintas cofradías agrupadas, tal y como ocurriría hasta la formación de la actual Hermandad. Tras suprimirse la procesión en 1958, el desfile saldría desde la Iglesia de San Sebastián en 1959.
Las imágenes de Robles Cabrera no fueron del agrado de la Agrupación de Hermandades y Cofradías y en 1960 el conjunto fue sustituido por una talla de Federico Coullaut-Valera Mendigutia, procesionando la madrugada del Domingo de Resurrección desde la Iglesia de Santiago. Esta nueva imagen procesionaba en solitario, representando con carácter triunfante a Jesús emergiendo transfigurado del sepulcro, al tiempo que contempla orgulloso la cruz redentora que sostiene en su mano derecha. Muestra las cinco llagas causadas durante la crucifixión y el lienzo en el que fue amortajado le sirve de sudario. La imagen de Jesús Resucitado de Robles Cabrera pasó a venerarse en la ermita Vieja del pueblo de Oria, el ángel orante se encuentra en paradero desconocido habiéndose cedido a un pueblo de la vecina localidad de Granada y el romano somnoliento se conserva actualmente en la sede civil de la Agrupación de Hermandades y Cofradías.
Entre 1971 y 1979 no se realizó la procesión. En 1986 se estrena el paso de alpaca plateada que portaría al Resucitado hasta 2019, habiendo salido los años anteriores sobre los de otras Hermandades. En esa fecha se decide que cada año las Hermandades rotarían la organización del cortejo, haciéndolo la de Estudiantes ese año por primera vez. La estructura de la procesión pasó por salir y recogerse en la Iglesia de Santiago, salir de Santiago y recogerse en la Catedral y salir de la Catedral y recogerse en Santiago, haciendo este último recorrido hasta el año 2012. A partir de 2013 y hasta 2019 el cortejo sale y se recoge en la Catedral de Almería, realizándose un Vía Lucis en fechas posteriores para regresar la imagen a Santiago.
El 1 de mayo de 2005 jóvenes cofrades constituyen el germen de lo que sería la futura Hermandad del Resucitado: la Asociación Cultural Vera de El Higueral, que quería independizar la procesión del Domingo de Resurrección de la Agrupación de Hermandades y Cofradías. Se inician una serie de conversaciones con la Agrupación que llevarían a un periodo de trabajo conjunto en la organización del Domingo de Resurrección de 2006, iniciándose la formación cristiana propia de las asociaciones que quieren llegar a ser hermandad de pleno derecho. El Domingo de Resurrección de 2007 se cuenta por primera vez en la procesión con nazarenos propios compartiendo filas con las habituales representaciones de las hermandades agrupadas. El 12 de julio de 2007 se autoriza la Prehermandad, procesionando en 2008 el paso del Resucitado de Coullaut-Valera por primera vez con su propia cuadrilla de costaleros. La Prehermandad fue introduciendo cambios paulatinos en la procesión del Domingo de Resurrección más allá de los nazarenos propios o la cuadrilla de costaleros; se cambió el acompañamiento musical de banda de música a agrupación musical, desaparecieron las representaciones de otras hermandades, los cirios fueron sustituidos por sencillas cruces de madera, se incorporó un tramo de guardería con campanillas, etc. En 2014, la Agrupación de Hermandades y Cofradías modifica sus estatutos, por los cuales la procesión del Domingo de Resurrección dejaba de ser de su obligada competencia. 
En 2010 la entonces Prehermandad había empezado a colaborar en la vida de la parroquia de Montserrat en el barrio de Nueva Andalucía, intensificado esta colaboración desde 2012. En 2015 la parroquia aprueba de manera unánime el acogimiento de la Prehermandad, de forma que el 29 de junio de 2015, con la erección como Hermandad, esta pasa a ser su sede canónica. Sin embargo, se continua realizando la estación de gloria del Domingo de Resurrección desde Santa y Apostólica Iglesia Catedral de la Encarnación hasta 2019.
En 2016 la Hermandad acuerda encargar la hechura de la talla de Jesucristo Resucitado, Señor de la Vida, al imaginero sevillano José María Leal Bernáldez, siendo bendecida el 7 de marzo de 2020. Hasta la Semana Santa de 2019 la talla del Resucitado que procesionaba era la realizada por Federico Coullaut-Valera en 1960, la cual, propiedad de la Agrupación de Hermandades y Cofradías, era cedida para la ocasión, recibiendo culto en la iglesia de Santiago (sede de la Agrupación y no de la Hermandad). Desde el 7 de octubre de 2022, tras el cambio de sede de la Agrupación, esta imagen recibe culto en la Catedral de Almería.
La nueva imagen del Señor de la Vida comenzaría a procesionar en la Semana Santa de 2022, ya si desde la parroquia de Nuestra Señora de Montserrat (tras suspenderse los desfiles procesionales de las Semanas Santas de 2020 y 2021 por la crisis sanitaria del COVID-19). Hasta la llegada de la nueva imagen el único paso representaba la gloriosa salida de Cristo del sepulcro, sin embargo, con la nueva imagen, los planes de la Hermandad del Resucitado son acabar un paso en el que también estarán María Magdalena y María de Salomé junto al ángel que anuncia la resurrección de Jesucristo. Musicalmente la Hermandad es acompañada por la A.M. Nuestra Señora del Mar de Huércal de Almería. 
Con motivo de la celebración de la procesión magna Lumen Dei in Aeternum el 29 de octubre de 2022, la imagen de Leal Bernáldez procesionó escenificando la escena evangélica del "noli me tangere", acompañada de la imagen de María Magdalena de la Hermandad de Nazarenos de Nuestro Padre Jesús de Pasión y Nuestra Señora de la Merced de Elche, obra del mismo autor, ubicándose esta de manera casi idéntica a como lo hará la futura imagen de María Magdalena de la Hermandad. Además, durante el recorrido oficial de la magna, la imagen del Señor de la Vida se detuvo ante la imagen del Resucitado de Coullaut-Valera, protagonista del altar efímero situado en la plaza de la Catedral de Almería, dejando una estampa única de ambas imágenes.
Está acompañado por la Agrupación Musical Nuestra Señora del Mar de Huércal de Almería. 

## Hermandades extintas

### Archicofradía de la Hora Santa (1932 - 1967/1988)
La Archicofradía de la Hora Santa surge primero como asociación en 1932 en plena II República por iniciativa del jesuita Ezequiel González, siendo entonces obispo de Almería Fray Bernardo Martínez Noval. Se constituyó en la iglesia del Real Convento de las Puras, donde los jueves eucarísticos durante todo el año se celebraba una solemne Hora Santa de adoración al Santísimo Sacramento del Altar. Es en 1935, y antes de que se suprimieran las procesiones en la ciudad, que el obispo de Almería Diego Ventaja bendice su bandera pasando a registrarse ya si como cofradía.
Fue pocos años después de concluir la Guerra Civil, en 1947, que la Archicofradía se reorganiza y encarga al imaginero granadino Eduardo Espinosa Cuadros a su titular cristífero, el cual es bendecido bajo la advocación de Jesús de la Pobreza el Lunes Santo de 1947 en la iglesia de las Puras. La imagen, que permanece aún expuesta al culto en la iglesia de Las Claras, es un curioso Cristo articulado en sus brazos y rodillas que bien escenifica la oración en el huerto de los olivos ataviado con túnica blanca y mantolín rojo postrando el cáliz sobre una roca (tal y como se encuentra en la actualidad en su capilla en Las Claras) o se convertía en un nazareno con cruz al hombro, vistiendo túnica morada y portando corona de espinas y tres potencias doradas relucientes.
La imagen sale por primera vez por las calles de la ciudad ese año, aún sin subir al cerro, haciéndolo por distintos barrios: el Lunes Santo por detrás del Ayuntamiento, plaza Marín y Regocigos llegando a Puerta Purchena y el Martes Santo por los alrededores de la Catedral. Es al año siguiente, en la Semana Santa de 1948, que además de estas salidas se empieza a practicar en la madrugada del Viernes Santo un multitudinario vía crucis penitencial procesionando por primera vez hasta el cerro de San Cristóbal evocando la ascensión de Jesús al monte Calvario. Animada por un hondo sentido cristiano y de perfección espiritual, la cofradía hace voto solemne de pobreza, eludiendo toda manifestación externa y dedicando la totalidad de sus recursos a unos cultos que eran cada día más fervorosos, así como a obras de caridad. Además de los cultos alrededor del titular, y como parte de su actividad religiosa, cada año organizaba retiros espirituales en distintos puntos de la provincia donde la función principal era la celebración de la eucaristía, llegando a administrar el Viático a los más necesitados de cada localidad.
En 1949 la cofradía se traslada a la iglesia de Las Claras donde no obstante da permanente culto público a la imagen del Cristo y, pese a no figurar como miembro de la Agrupación de Semana Santa, continúa celebrando anualmente los vía crucis penitenciales que acabarían pasando a ser dos: el Lunes Santo a las 22h30 por La Almedina recorriendo las calles Mariana, Cervantes, plaza de la Catedral, General Castaños, plaza Granero, Bailén, Almedina, General Luque, Pedro Jover, Reina, Baja de Almanzor, plaza Vieja, Marín, y Jovellanos y cada madrugada del ahora Jueves Santo por las calles de la feligresía de la iglesia de Santiago Apóstol y el pobre barrio de San Cristóbal, cuyas casas eran blanqueadas y las fachadas adornadas por los vecinos con colgaduras, ramajes y colchas damascadas, así como el trayecto ornamentado con pequeños altares iluminados con velas para recibir al Cristo y a la ciudad que una vez al año pisaba sus calles por donde nunca llegó a pasar el progreso.
Saliendo de Las Claras a las cinco y media de la madrugada era portado como nazareno (o a veces en oración) por doce hombres con una sencilla túnica morada y faraona cubriendo sus cabezas sobre unas humildes andas profusamente adornadas por unas pequeñas jarras con claveles rojos y ramas de olivo e iluminado por unos hermosos y sobrios faroles de latón con cristales coloreados y brazos. Los congregantes de la Hora Santa portaban cirios y faroles, sin túnicas ni oropel alguno, e iban presididos por su estandarte, bandera y directiva. El cortejo se adentraba por las calles Jovellanos, Marín, Hernán Cortés, plaza Flores, General Rada (hoy Concepción Arenal), avenida del Generalísimo (hoy paseo de Almería), Puerta de Purchena, Alejandro Salazar (hoy plaza Manuel Pérez García), plaza del Carmen y Antonio Vico, subiendo a continuación las cuestas del cerro de San Cristóbal entre chabolas, casas destartaladas y miseria hasta llegar al pie de la ermita-monumento del Sagrado Corazón de Jesús con las primeras luces del alba, constituyendo uno de los momentos más bellos, impresionantes y fervorosos de la Semana Santa de Almería.
En torno a esta peregrinación se fue agrupando con los años la devoción de cada vez más almerienses, llegando a convertirse en uno de los grandes acontecimientos de la Semana Santa, compitiendo incluso con el Vía Crucis del Cristo de la Escucha. Se congregaba a millares de fieles que acompañaban a la imagen con total recogimiento, sobriedad y sin ninguna ostentación externa. Guardias civiles con sus uniformes de gala y Mauser al hombro escoltaban la imagen, arropada también por largas colas de mujeres enlutadas que rompían el silencio del cortejo mientras rezaban las 14 estaciones ante unos monolitos de mármol con cruces de madera inscrustadas que se situaban en la subida al cerro tras la calle Antonio Vico y de los que hoy día apenas quedan restos. Una vez arriba, las campanas de las iglesias anunciaban la llegada a la cumbre, dirigiendo la imagen desde la atalaya hacia la ciudad dormida a la par que se entonaba el santo rosario para regresar, ya al alba, por Antonio Vico, plaza del Carmen, Alejandro Salazar y Las Tiendas, con entrada al templo de Las Claras.
A finales de la década de los 50 ya únicamente sale en vía crucis la madrugada del Jueves Santo para subir al cerro. Sin embargo, la falta de vínculo sentimental y una tradición que heredar de padres a hijos, a diferencia de la que sí que arrastraba el Cristo de la Escucha, hizo que Jesús de la Pobreza fuese flor de un día e hijo de una época, no representando más que la forma de vivir y entender la religiosidad de un tiempo en retirada. Acabó siendo víctima de la modernidad que llegaba con los nuevos tiempos a finales de los sesenta que llevó a la juventud al alejamiento de los templos y las procesiones, arrinconándolo en la soledad de una capilla del Convento de las Claras en la que continúa a fecha de hoy.
La madrugada del Jueves Santo de 1966 se realiza, fruto de lo accidentada de la misma y de las numerosas desavenencias entre los archicofrades, la última subida al cerro de San Cristóbal, desenvocando en que la Archicofradía como tal fuese disuelta en 1967. Pese a ello, los fieles de la misma continuaron rindiendo culto a Jesús de la Pobreza durante varios años. Se mantuvo la Hora Santa, celebrándose en Las Claras a las 21h00 de todos los jueves del año con la exposición del Santísimo Sacramento del Altar, así como se continuó organizando un rosario y un besamanos en honor al Cristo en los días de pasión de la Semana Santa.
A comienzos de los 80 la Agrupación de Hermandades y Cofradías propone a los últimos sobrevivientes de la Archicofradía recuperar la estación de penitencia en vía crucis de Jesús de la Pobreza después de que en junio de 1982 los directivos fundacionales organizasen la celebración de los solemnes cultos para conmemorar sus 50 años de apostolado en Las Claras. De hecho, en 1985, recién adquiridas las andas de la Hermandad del Encuentro les son ofrecidas a la archicofradía para procesionar ese mismo año y con el tiempo incorporar la imagen a la cofradía. Sin embargo, este y otros intentos más recientes de recuperar la tradición de aquellos años han sido en vano ante la negativa de sus últimos integrantes a hacerlos realidad, llegando en 1988 a disolver para siempre la archicofradía, pasando la propiedad de la talla de Jesús de la Pobreza a las monjas de Las Claras a cambio de que costearan el retablo en el que está ubicado.

### Hermandad del Camino de Araceli (2006 - 2021)

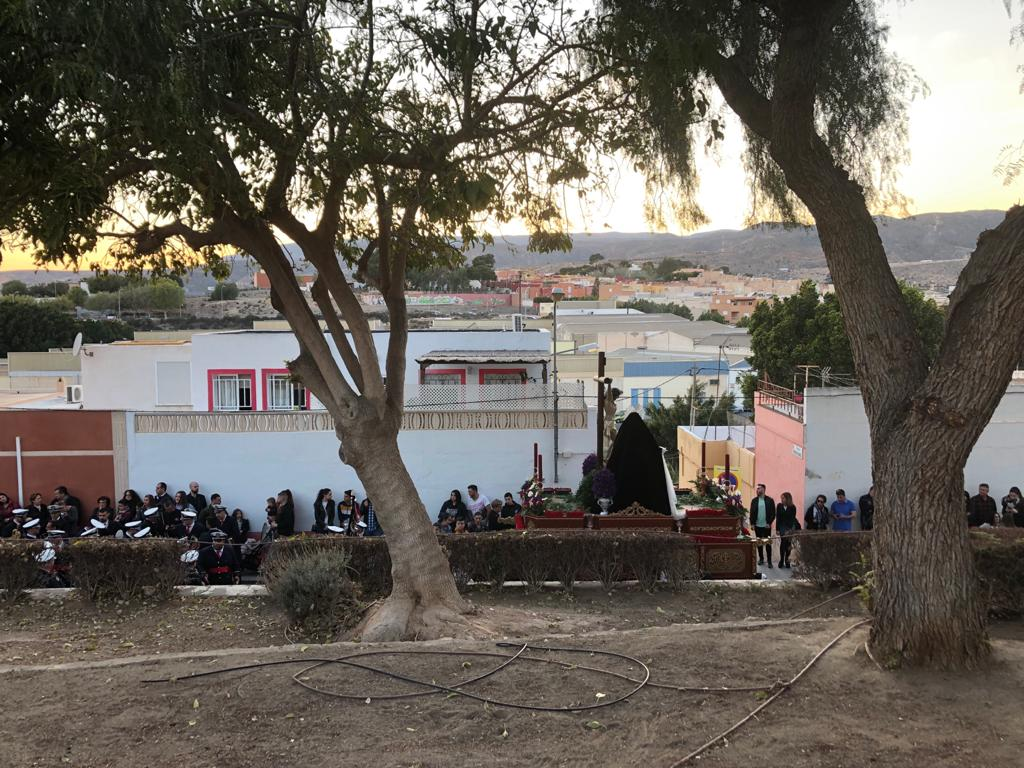
Procesión del Camino a su paso por el barrio Araceli

Hermandad del Santísimo Cristo del Camino de Araceli y Nuestra Señora de la Salud.
Fundada en 2006 como prehermandad, procesionó el Sábado de Pasión por el barrio de Araceli hasta la Semana Santa de 2019. En 2011 solicitó convertirse en Hermandad, siendo aprobada en 2017 por el Obispado, pasando a ser la 23.ª Hermandad de la ciudad. El Cristo del Camino es una talla anónima, posiblemente de los talleres de Olot, fechable entre finales del siglo XIX o principios del siglo XX, siendo el crucificado más antiguo que procesionaba en la ciudad.
Tiene su origen en un crucificado que se veneraba en el convento del Sagrado Corazón de la capital almeriense, que paso años después a la parroquia de San Ignacio de Loyola, y después, a la parroquia de Nuestra Señora de Araceli, en el Barrio Araceli, sede de la hermandad. Nuestra Señora de la Salud es del imaginero sevillano Juan Carlos Vázquez Pichardo de 2011. En 2019 fueron aprobados los estatutos por el obispo Don Adolfo González. Era acompañada musicalmente en su desfile procesional por la Banda de CCyTT Santa Cruz de Almería. El 3 de diciembre de 2021 la Hermandad anunció su disolución por problemas personales, económicos y por la falta de apoyo y empatía del barrio hacia ella. En octubre de 2022 el obispado certificó la extinción de la Hermandad, siendo el párroco de la parroquia donde tiene su sede canónica el depositario de los bienes.